# 伊予鉄バス
伊予鉄バス株式会社（いよてつバス）は株式会社伊予鉄グループの主要子会社であり事業会社である。愛媛県松山市に本社を置き、同県中予地方で路線バス・貸切バス事業を行っている。2018年（平成30年）4月1日に伊予鉄グループの持株会社移行に伴い事業会社化した。
バスは松山都市圏をカバーしている。なお松山市は2005年3月30日にオムニバスタウンに指定されている。

## 沿革
- 1944年（昭和19年）
  - 1月1日： 伊豫鉄道株式会社が三共自動車株式会社を合併し、旅客自動車運輸（路線バス）事業開始。
  - 12月5日： 瀬戸内運輸より松山 - 湯谷口ほか2路線を譲り受ける。
- 1945年（昭和20年）8月1日： バス全線運行再開。
- 1951年（昭和26年）1月9日： 貸切バス事業を開始。
- 1953年（昭和28年）4月26日：四国遍路のバス巡礼を始める（伊予鉄順拝バス）。企業として四国八十八箇所霊場会公認先達第一号。
- 1956年（昭和31年）1月28日：喜多郡長浜町櫛生（現大洲市長浜町櫛生）の三ツ石海岸で長浜町バス転落事故が発生。
- 1989年（平成元年）8月8日： 南予地域・久万地域のバス事業を分離して、伊予鉄南予バス・伊予鉄久万バス設立（伊予鉄久万バスは2005年に伊予鉄南予バスに合併）。
- 1992年（平成4年）6月25日： 伊豫鉄道株式会社から伊予鉄道株式会社に商号変更[2]。
- 1994年（平成6年）3月21日： バスで磁気式のプリペイドカード「バスカード」を導入。
  - 使用可能な路線は市内バスの①③⑧⑩⑪と郊外バスの松山空港・北条・拝志・森松・砥部・七折・外山の各路線に限られていた
  - 9月11日：「バスカード」を「い〜カード」と改称。バス全線と市内線電車でも利用可能になった。
- 2004年（平成16年）4月1日： 電車・バス総合情報システム稼動開始。
- 2005年（平成17年）
  - 8月23日： 日本初の電車・バス・タクシー共通ICカードシステム「ICい〜カード」の本格導入開始。携帯電話の電子マネー機能・iモードFeliCa（おサイフケータイ）にも全国初対応。
  - 11月1日： IC定期券の発行を開始。前日限りで、い〜カード（磁気）の販売が中止される（利用は2006年10月31日まで）。
- 2007年（平成19年）2月1日： (52)(53)松山空港線でCNGバスの運行が開始。
- 2008年（平成20年）8月1日： 伊予郡松前町と連携したコミュニティバス「松前町ひまわりバス」を開設。
- 2014年（平成26年）8月19日： ミシュランと提携し、空港リムジンバスを「ミシュラン・グリーンライナー号」として運行[3]。
- 2015年（平成27年）4月4日： 八幡浜・三崎特急線の一部車両にてサイクルバス運行開始。
- 2016年（平成28年）
  - 4月1日： ICい〜カードにポイント制（い〜カードポイント）とオートチャージサービスを導入[4]。
  - 4月12日：愛媛県内の小学1年生全員に伊予鉄の電車・バスを土日祝日に無料で利用できる「小学1年生パスポート」を配布[5]。
  - 9月21日： スマートフォンによるバスロケーションサービス「スマホ バスロケ」導入[6]。
- 2017年（平成29年）
  - 4月3日：2018年4月1日に持株会社制に移行するにあたり、鉄道部門の分割移管のための新会社「伊予鉄道分割準備株式会社」、およびバス部門の分割移管のための新会社「伊予鉄バス株式会社」を設立[7][8]。
  - 9月1日：リムジンバスにリムジンバス運賃・クローズドア制を導入
- 2018年（平成30年）
  - 4月1日：グループ会社を含めた持株会社体制に移行。（旧）伊予鉄道株式会社は商号を株式会社伊予鉄グループに変更[1]し、グループ統括会社となる。それに伴い（新）伊予鉄道株式会社に鉄道部門を、伊予鉄バス株式会社にバス部門をそれぞれ移管。
- 2019年（令和元年）
  - 12月2日：高速バスを利用した貨客混載輸送を開始[9][10]。
- 2021年（令和3年）
  - 12月20日：「まちなかループバス乗り放題」の実証実験を開始。
    - 当初は3月19日までだったが、のちに延長後に正式に実装。また当初はジョルダンで購入だったが、のちにみきゃんアプリに実装した。
- 2022年（令和4年）
  - 8月1日：一般乗合自動車事業の旅客運賃上限変更の認可を受け、運賃改定を実施[11]。
  - 10月1日：路線バス（森松・横河原線）で貨客混載輸送を開始[12][13]。
  - 10月：サイクリング専用貸切バス「サイクリング アイランド 四国号」登場[14]。
- 2023年（令和5年）
  - 1月26日：伊予鉄バス初のEVバスを導入。川内線で運行開始。EVモーターズ・ジャパン（北九州市）製。国内企業が開発・製造した大型EV路線バスとしては全国初[15]。
- 2024年（令和6年）
  - 1月31日：一部のバス停に設置されているバスロケシステム表示器の稼働がこの日をもって終了。
  - 3月13日：松山空港リムジンバスにICOCAなどの全国交通系ICカードを導入[16]。
  - 12月25日：全国初の自動運転レベル4での路線バス本格運行を高浜駅・松山観光港間でスタート[17][18]。
- 2025年（令和7年）
  - 3月17日：まちなかループバス乗り放題チケットの発売を終了
  - 3月18日：路線バス全線でICOCAなど全国交通系ICカードを導入[19][20]。
  - 4月2日-：森松営業所の窓口業務をしばらくの間休止
  - 9月30日：ICい～カードの全サービス終了予定[19][21]。

## 営業所一覧
- 松山室町営業所 松山市室町1丁目2-43
- 松山斎院営業所 松山市空港通5丁目11-4
- 森松営業所 松山市森松町529-2

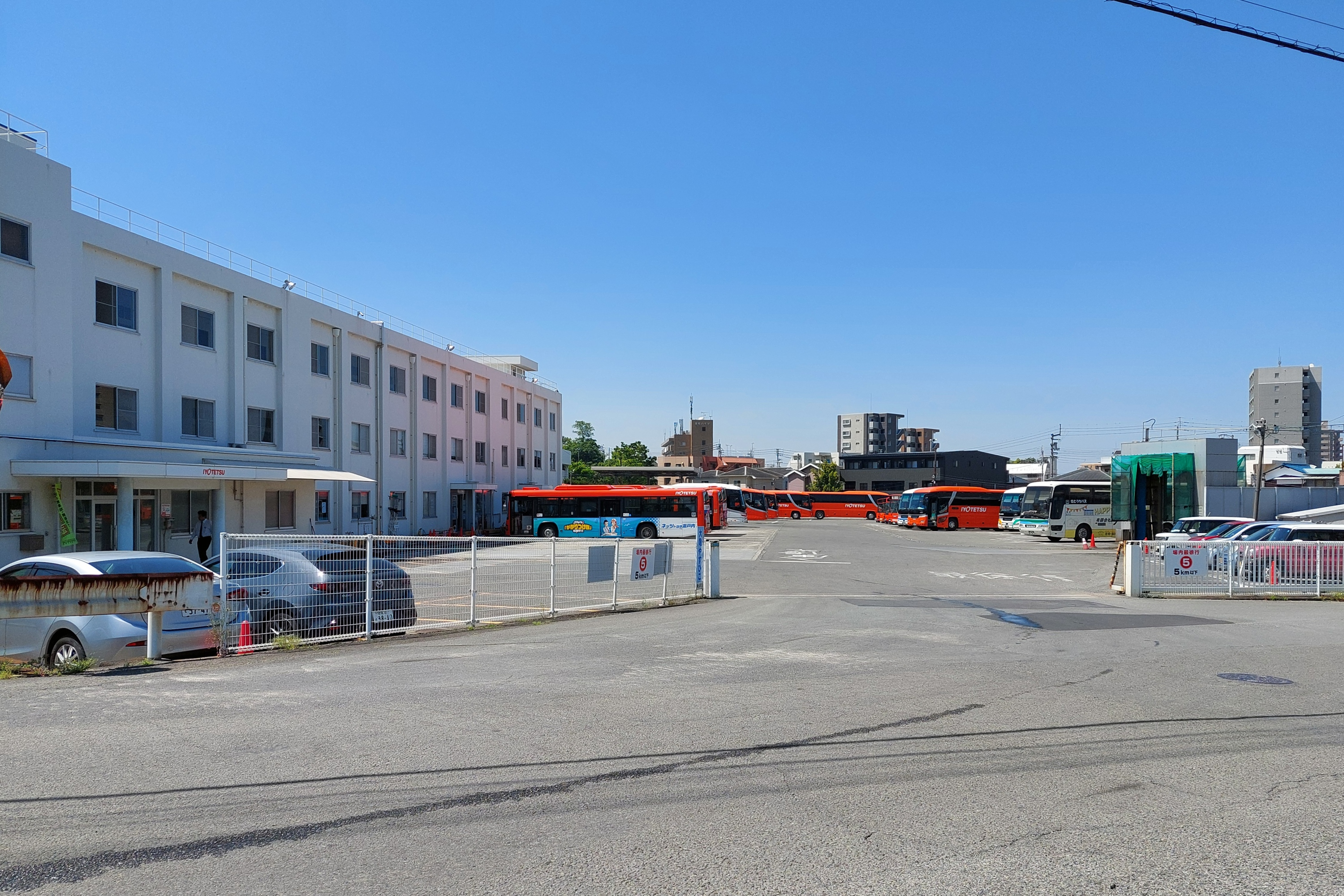
松山室町営業所
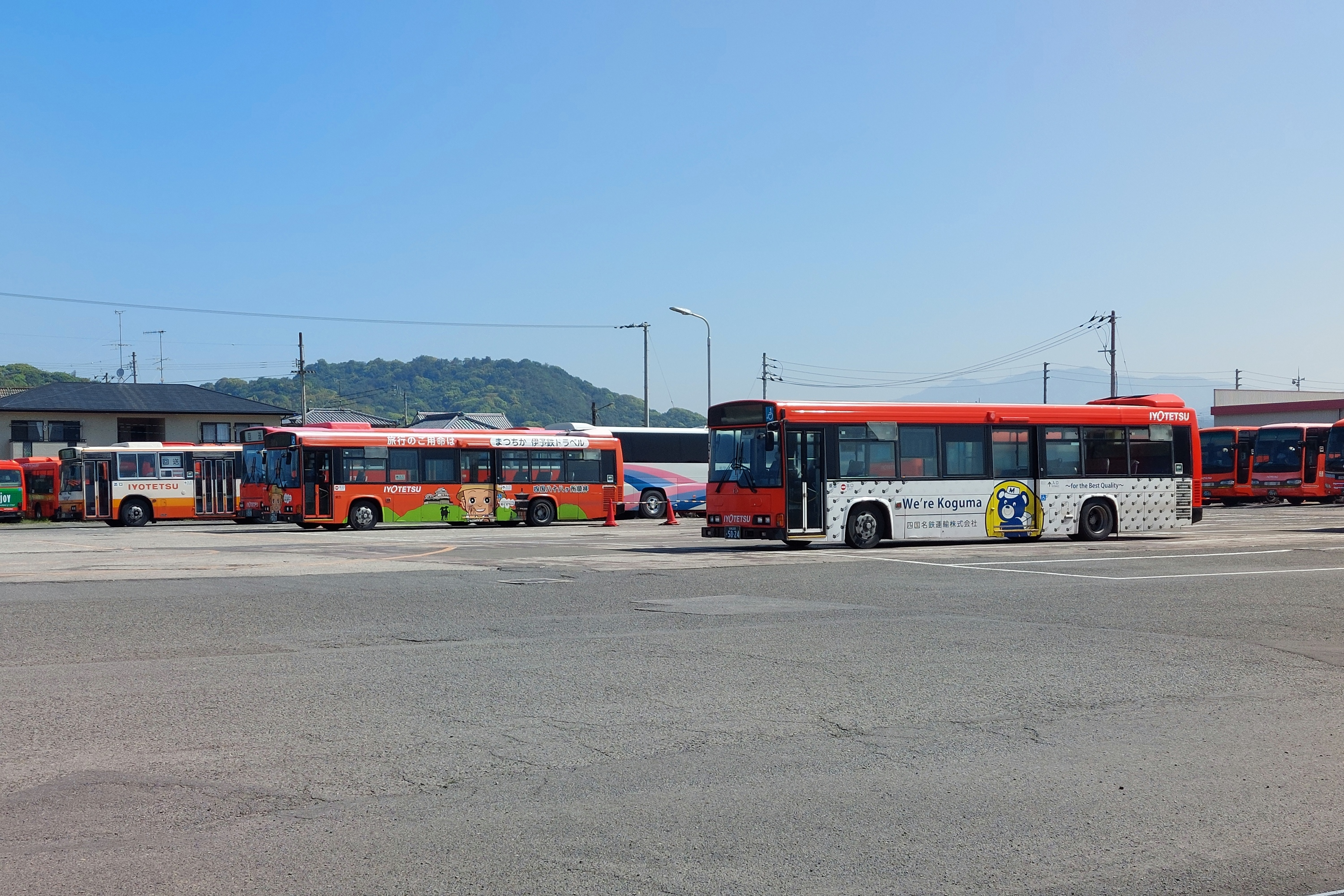
松山斎院営業所
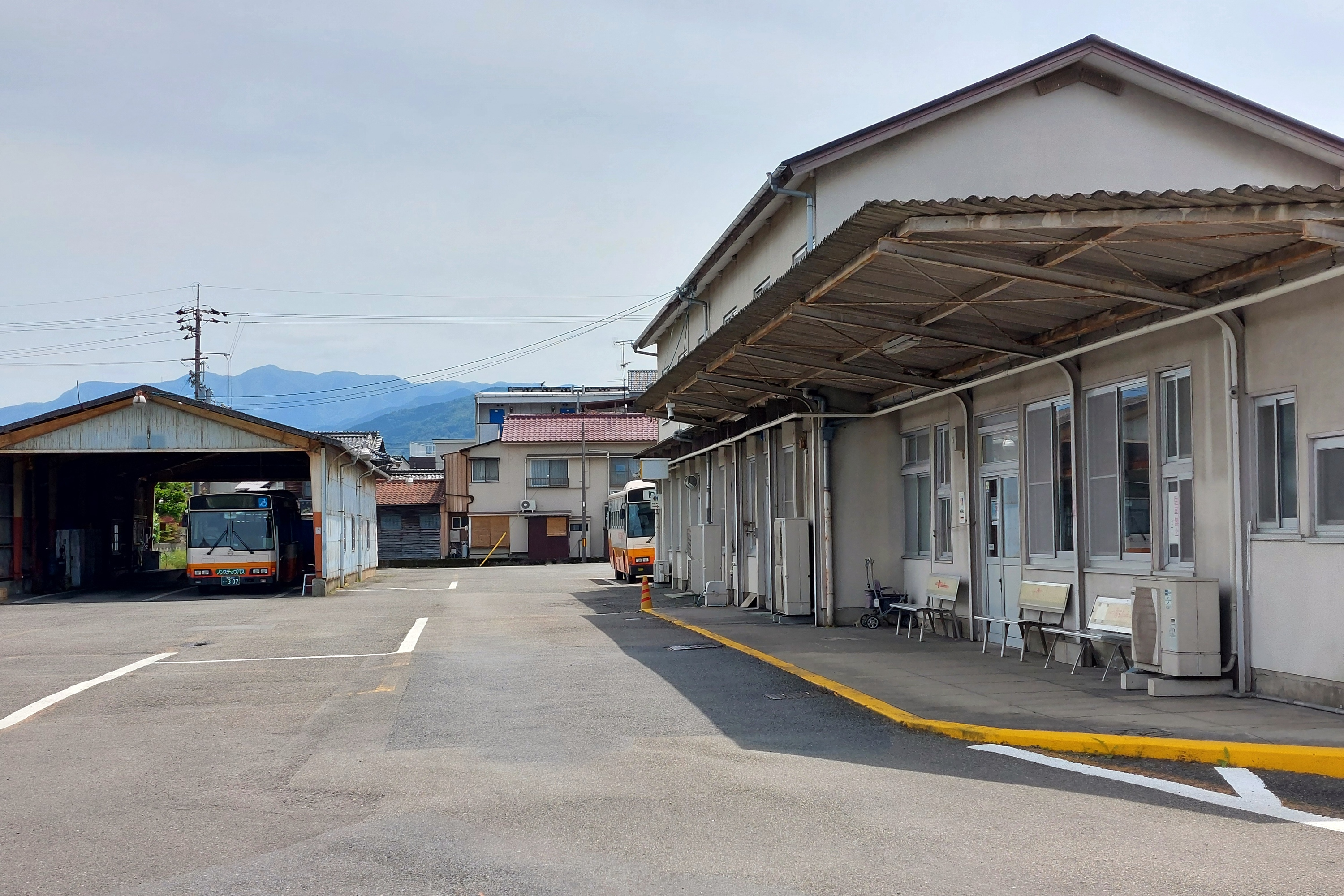
森松営業所

## 高速路線・一般路線バス

### 高速バス
松山室町営業所・松山市駅 - 横浜駅西口・バスタ新宿（「オレンジライナーえひめ」）
- 松山と新宿（東京都）を結ぶ夜行路線。共同運行は西東京バス。
  - 1990年5月2日 - 運行開始[22]。当初東京側の運行会社は京王帝都電鉄（現・京王電鉄バス）[22]。
  - 1996年頃 - 東京側の運行会社を京王帝都電鉄から西東京バスへ移管。
  - 1997年2月27日 - 松山自動車道松山IC経由に変更。
  - 2003年10月1日 - 東京側の運行会社を西東京バスから同社子会社の多摩バスへ移管。
  - 2007年3月1日 - 中央道日野停留所停車開始。
  - 2007年8月1日 - 松山側を松山室町営業所まで延伸。
  - 2008年9月1日 - 松山側を八幡浜まで延伸、また多摩バスの全路線バス事業撤退に伴い、東京側の運行会社を西東京バスに移管・復帰。
  - 2014年11月1日 - 東京側に横浜駅西口停留所新設。中央自動車道経由から新東名高速道路経由となるのに伴い、中央道八王子、中央道日野、中央道府中、中央道深大寺、中央道三鷹の各停留所停車が廃止となる。[23]
  - 2016年4月4日 - 東京側の乗車地をバスタ新宿に変更。
  - 2024年5月1日 - 運休中の松山室町営業所-八幡浜間を正式に廃止。

八幡浜駅・松山市駅・徳島（八百屋町）・徳島とくとくターミナル - 名鉄バスセンター（名鉄名古屋駅）（「オレンジライナーえひめ」）
- 松山・八幡浜と名古屋を結ぶ夜行路線。共同運行は名鉄バス。
  - 伊予鉄バス運行便は伊予鉄南予バスが運行を受託している。
- 2009年1月新設
  - 2020年以降は新型コロナウイルスによる需要減により、特定日のみ運行。
- 2025年4月にダイヤ改正並びに共同運行会社の変更を実施。
  - 新たにジェイアール四国バスとジェイアール東海バスを加えた4社の共同運行となり、「瀬戸内エクスプレス名古屋号」に変更（ジェイアールバスの運行する「オリーブ松山号」と統合）。
  - JR松山駅～名古屋駅新幹線口発着、高松駅・徳島駅に乗り入れとなり、八幡浜～松山室町営業所間の廃止と道後温泉・余戸南インター・八百屋町・名鉄バスセンター（名鉄名古屋駅）の各停留所への停車の取りやめ。

八幡浜駅・大洲・松山市駅 - 松山IC口 - 川内IC - 阪急梅田 ・新大阪駅・京都駅八条口（「オレンジライナーえひめ」）
- 松山と大阪・京都を結ぶ高速バスである。昼行と夜行両方が運転される。共同運行は阪急観光バス。昼行便の本州内は神戸淡路鳴門自動車道・山陽自動車道・中国自動車道・阪神高速11号池田線を走行する。梅田到着までに、または出発後に有馬温泉・宝塚IC・千里ニュータウン（停留所は桃山台駅付近）・新大阪駅の4つの停留所を経由する1往復は神戸淡路鳴門自動車道・阪神高速7号北神戸線・中国自動車道を走行する。
- 伊予鉄バス運行便の一部は伊予鉄南予バスが運行を受託している。　
  - 1990年4月27日 - 夜行路線として運行開始（1日1往復）。
  - 2001年12月21日 - 昼行便新設（3往復）、計4往復に増便（昼行は明石海峡大橋経由、夜行は瀬戸大橋経由）。
  - 2005年3月15日 - 1日6往復に増便
  - 2008年2月22日 - 1日8往復に増便
  - 2010年7月17日 - 梅田から関西空港に向かうリムジンバスとの乗継乗車券を発売開始
  - 2014年9月1日 - 一部の昼行便での有馬温泉、USJへの停車開始に伴う走行ルート追加とダイヤ改正。
  - 2024年4月1日 - 京都エクスプレスを統合し2往復（うち1往復は夜行便）が京都まで延伸（伊予鉄バス運行便6往復、阪急バス運行1往復、運休2往復）。
    - 伊予鉄バスのうちの1往復は阪急観光バスの車両を使用（管理と運転手確保は伊予鉄バスが行う形態をとっている）。

  - 2024年12月31日 - 大阪いっ得きっぷ廃止

松山室町営業所・松山市駅 - 神戸三宮（ハーバーライナー）
- 松山と神戸を結ぶ昼行路線で、全曜日運転が4往復、土日祝日のみ運転が2往復、共同運行は神姫バス。3列独立シート車(神姫バス)または4列シート車(伊予鉄バス)で運行されていたが、のちに伊予鉄も3列独立シート車の運行となった。
  - 2002年11月運転開始。1日2往復。
  - コロナ直前の段階で全日運転3往復＋金土日祝運転の1往復が運転されていた。
  - コロナの影響で運休のち2020年6月19日より運行再開、1日2往復に減便された。
  - 2024年1月9日以降の土日祝運転の伊予鉄運行便1往復は4列シート車で運転されている。
  - すべての便が途中休憩停車が1回のみであるため、その他の京阪神発着便よりも停留所での乗車から降車までの所要時間は短くなっている(例えば、ほぼ同経路を走行するJRバスは、神戸三宮到着までに2回途中休憩がある）。

松山市駅・JR松山駅 - （倉敷）有城南・岡山駅西口（マドンナエクスプレス）
松山市駅・JR松山駅 - 三島川之江IC - 徳島駅（吉野川エクスプレス）
松山市駅・JR松山駅 - 高松駅（坊っちゃんエクスプレス）
松山空港・松山市駅・JR松山駅 - 三島川之江IC - 高知駅（ホエールエクスプレス）
松山室町営業所・松山市駅・今治駅 - 北九州市・福岡市（西鉄天神高速バスターミナル・博多BT）（道後エクスプレスふくおか）

### 市内バス・郊外バス
営業運転途中のバスであっても営業所最寄りのバス停などで乗務員交代を行う場合がある。
初乗り運賃は250円(2024年10月1日現在)。ICカード(キャッシュレス)利用時は20円引きとなる。
なお、運賃表示器にはICカードの料金しか表示されないため、現金支払いの場合は表示額に20円を追加して投入しないといけない。
近年の初乗り運賃の変遷
- 160円(～2001年4月15日)
- 150円(2001年4月16日～2014年3月31日)
- 160円(2014年4月1日～2020年9月30日)
- 170円(2020年10月1日～2022年7月31日）
- 180円(2022年8月1日～2023年9月30日)
- 220円(2023年10月1日～2024年9月30日)
- 250円(2024年10月1日～：ICカード(キャッシュレス)使用時は230円)

(参考)2014年3月の松山市駅～北条・勝岡・川内・砥部間の運賃は600円、2024年10月の同区間の運賃は990円
以下、「路線名(系統番号)」の形式で列挙。同一系統もしくは同一系統番号であっても運行経路が著しく異なるものは別に記載した。なお、当該路線の方向幕等に系統番号や路線名が必ずしも表示されているとは限らない。
| 路線番号      | 路線名                                 | 始発地                                   | 経由地                                                                   | 終着地                                     |
| ------------- | -------------------------------------- | ---------------------------------------- | ------------------------------------------------------------------------ | ------------------------------------------ |
| ⑧             | 8番線                                  | JR松山駅前・松山市駅                     | 千舟町・新立・愛媛大学農学部前・東野・石手寺                             | 道後温泉駅前                               |
| ⑩             | 10番線                                 | 津田団地前・JR松山駅前                   | 松山市駅・大街道・湯渡町・短大前                                         | 久米駅前                                   |
| (13)          | 拝志線                                 | 松山市駅                                 | 大街道・立花駅前・椿前・森松・拝志農協前                                 | 上林皿ヶ嶺登山口                           |
| (15)          | 森松・砥部線                           | 松山市駅                                 | 千舟町・立花駅前・椿前・森松・とべ動物園前・ニンジニアスタジアム         | えひめこどもの城                           |
| (18)          | 森松・砥部線                           | 松山市駅                                 | 大街道/千舟町・立花駅前・椿前                                            | 森松・砥部焼伝統産業会館前・断層口・大岩橋 |
| (22)          | 森松・横河原線                         | 森松                                     | 南高井・四国がんセンター・東温市役所・横河原駅前・愛大病院前             | 木地                                       |
| (31)          | 北伊予線                               | 松山市駅                                 | 済美高前・愛媛朝日テレビ前・和泉・古川                                   | 北伊予駅前                                 |
| (32)          | 市坪・はなみずき線〈はなみずきまわり〉 | 松山市駅                                 | 県病院前→拓川町→古川→市坪→和泉                                           | 松山市駅                                   |
| (102)         | 市坪・はなみずき線〈はなみずきまわり〉 | 椿団地前                                 | 古川→市坪→和泉→市役所前                                                  | 松山市駅                                   |
| (33)          | 市坪・はなみずき線〈市坪まわり〉       | 松山市駅                                 | 和泉→市坪→古川→拓川町→県病院前                                           | 松山市駅                                   |
| (37/電連)     | 電車連絡三津ループ                     | 太山寺                                   | 三津駅前→JR三津浜駅前→三本柳済生会病院前→三津駅前                        | 太山寺                                     |
| (50)          | 今出線                                 | 松山市駅                                 | 土居田→余戸→パルティ・フジ垣生ショッピングセンター前→今出港→余戸→土居田  | 松山市駅                                   |
| (50/電連)     | 電車連絡余戸・今出ループ               | 余戸                                     | パルティ・フジ垣生ショッピングセンター前→今出南→吉田口                   | 余戸                                       |
| (51)          | 松山中央公園線                         | 松山市駅                                 | 済美高前・愛媛朝日テレビ前・坊っちゃんスタジアム                         | マドンナスタジアム                         |
| (52)          | 松山空港線                             | 湧ヶ淵・湯の山ニュータウン・道後温泉駅前 | 大街道/一番町・松山市駅・JR松山駅前・松山斎院営業所口                    | 松山空港                                   |
| (53)          | 松山空港線                             | 松山市駅                                 | JR松山駅前・松山斎院営業所口                                             | 松山空港                                   |
| (56)          | 三津・吉田線                           | 松山市駅                                 | 済美高前・土橋・生石・鯛崎                                               | 吉田金比羅前・三津港                       |
| (62)          | 勝岡線                                 | 松山市駅                                 | 市役所前・JR松山駅前・衣山駅前・JR和気駅前                               | 勝岡東・運転免許センター                   |
| (66)          | 北条線                                 | 松山市駅                                 | 市役所前・西堀端・本町・山越                                             | ほりえうみてらす海の駅・北条               |
| (70)          | 伊台線                                 | 松山市駅                                 | 大街道・上一万・山田                                                     | 伊台                                       |
| (71)          | 伊台線                                 | 松山市駅                                 | 大街道・新立・湯渡・石手・末滝見橋                                       | 伊台                                       |
| (76)          | 川内線                                 | 松山市駅                                 | 大街道・新立・久米・平井・愛大病院前・横河原・川内                       | さくらの湯・川内グリーンタウン上           |
| (77)          | 川内線                                 | 松山市駅                                 | 大街道・新立・久米・平井・横河原・川内                                   | さくらの湯                                 |
| (92/南)       | 都心循環東南線                         | 松山市駅                                 | 県立中央病院→天山町東→松山商業前→大街道                                  | 松山市駅                                   |
| (95/電連)     | 電車連絡久米窪田線                     | 久米駅前                                 | 来住団地前→松山リハビリテーション病院前→来住団地前                       | 久米駅前                                   |
| (96/電連)     | 電車連絡梅本ループ                     | 梅本駅前                                 | 四国がんセンター→野田一丁目→フジグラン重信SC→野田一丁目→四国がんセンター | 梅本駅前                                   |
|               | 高浜駅・松山観光港間連絡バス           | 高浜駅前                                 |                                                                          | 松山観光港                                 |
| 川内管内      | 松瀬川線                               | 横河原駅前                               | 川内                                                                     | 松瀬川                                     |
| (川内管内/81) | 井内線                                 | 横河原駅前                               | 川内・西谷学校前                                                         | 井内北間                                   |
| 川内管内      | 河之内線                               | 東温市役所・横河原駅前                   | 川内・河之内                                                             | 白猪滝口                                   |
| 川内管内      | 海上線                                 | 横河原駅前                               | 川内・落出                                                               | 海上                                       |

- (37)三津ループ、(50)余戸・今出ループ、(95)久米窪田線、(96)梅本ループの電車連絡線と総称される各路線は鉄道線に接続するダイヤが設定されている
  - 電車便と比べると運行本数は少ない(下記の高浜駅・松山観光港間連絡バスと違い電車便全てには接続はしていない)
  - 運賃は路線バスの初乗り価格で均一料金である
    - 久米窪田線の新設時(2001年10月16日改正当時)は100円であり、かつて運行されていた千舟コミューター線と同じく100円バスとかかれたバス停板が設置されていた

  - 行先表示に系統番号は掲出されず、系統番号が入る部分に電連という表記がされる

- 高浜駅・松山観光港間連絡バスは早朝深夜を除きほぼ全ての鉄道線電車と接続し、また連絡乗車券の発売を行っているなど、鉄道線と一体的に運営されている
  - 当路線には路線番号が設定されていない
  - 行先表示はLED車は両矢印式(行先上部に電車連絡バス表記)、方向幕車は　高浜 電車連絡バス 観光港　という表記である
  - 伊予鉄チャレンジプロジェクトで唯一値下げが実施(150円→100円)された路線であった
    - その後の運賃値上げにより他路線の初乗り価格と同じ価格となった

  - ノンステップバスが増えた近年は、基本的に小型バスによる運行だったが、2023年11月改正で松山観光港リムジンが大幅減便された関係で、以降は中型バスが使用されている
  - 2024年12月25日より8時から16時の間、電気バスによる自動運転が開始。
- 横河原駅を中心に川内地区を結ぶ松瀬川線、河之内線、海上線は川内管内線と総称され、路線番号が設定されていない
  - 行先表示は方向幕車・LED車共に両矢印式が採用されている
  - 井内線だけは路線番号があるが、他の川内地区を結ぶ路線同様、使用されていない。

- 上記以外にもイベント等がある際に臨時バスが運行されることがある(下記は一例)
  - 伊予稲荷神社初詣臨時バス 郡中 - 稲荷神社前
    - 1月1日~3日運転

  - 運転免許センター臨時バス 松山市駅 - JR松山駅前 - 途中ノンストップ - 運転免許センター
    - 3月の平日のみ運転

  - プロ野球公式戦臨時バス 松山市駅 - 途中ノンストップ - 坊っちゃんスタジアム
    - 坊っちゃんスタジアムでプロ野球公式戦が行われる日に運転

## 松前町ひまわりバス

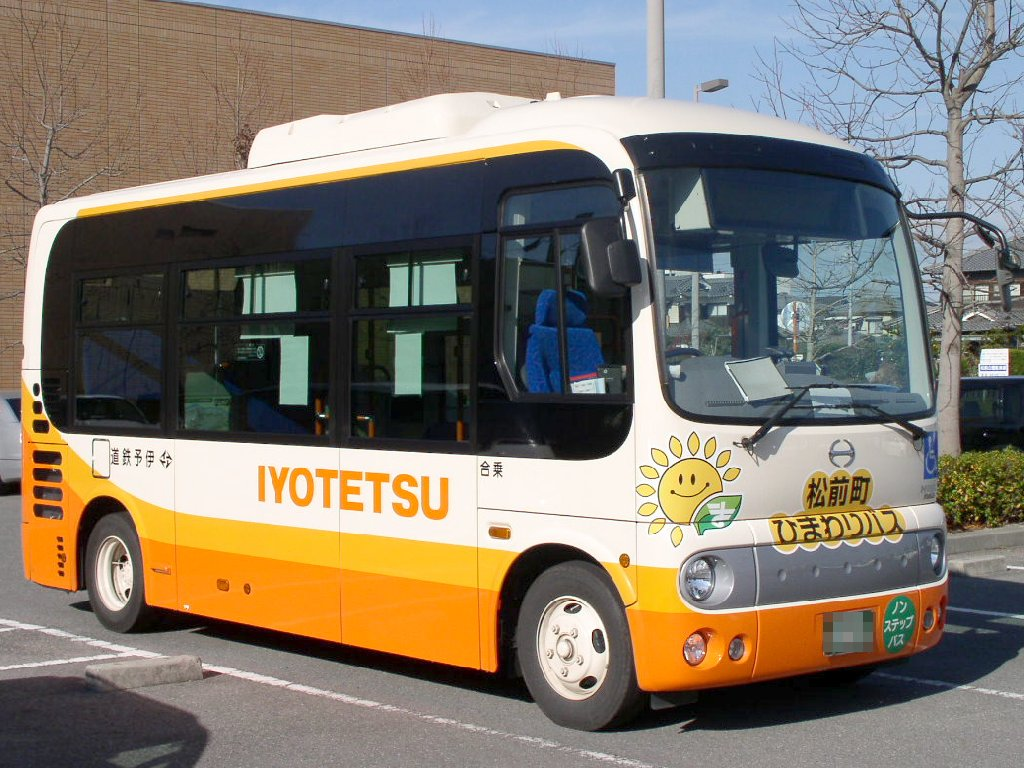
松前町ひまわりバス

松前町で高齢者や障害者等限定で運行されていた福祉バスに変わり、誰でも自由に乗車できる路線バスとして松前町から委託を受けて2008年8月1日に運行開始。
伊予鉄道岡田駅方面を循環する西コースとJR北伊予駅前方面を循環する東コースを運行している。運賃は一乗車100円（小児50円）だが、町内在住の高齢者、障害者（とその介護者）は健康保険証や身体障害者手帳等の確認書類を提示する事により無料で利用できる。
運用には専用のひまわりバスラッピングのポンチョが使用されるが、検査等の場合は伊予鉄バスの車両で代走する。
- (35)〈東コース〉文化センター前 - 伊予スイミング前 - 武智酒造前 - 東レ前 - 岡田小学校前 - 岡田駅前 - 古泉駅前 - 役場前
- (36)〈西コース〉文化センター前 - 古泉駅前 - むかいだ小児科前 - 中川原 - 徳丸老人憩いの家前 - 北伊予駅前 - 東古泉 - 古泉駅前 - 役場前

## 松山空港リムジンバス

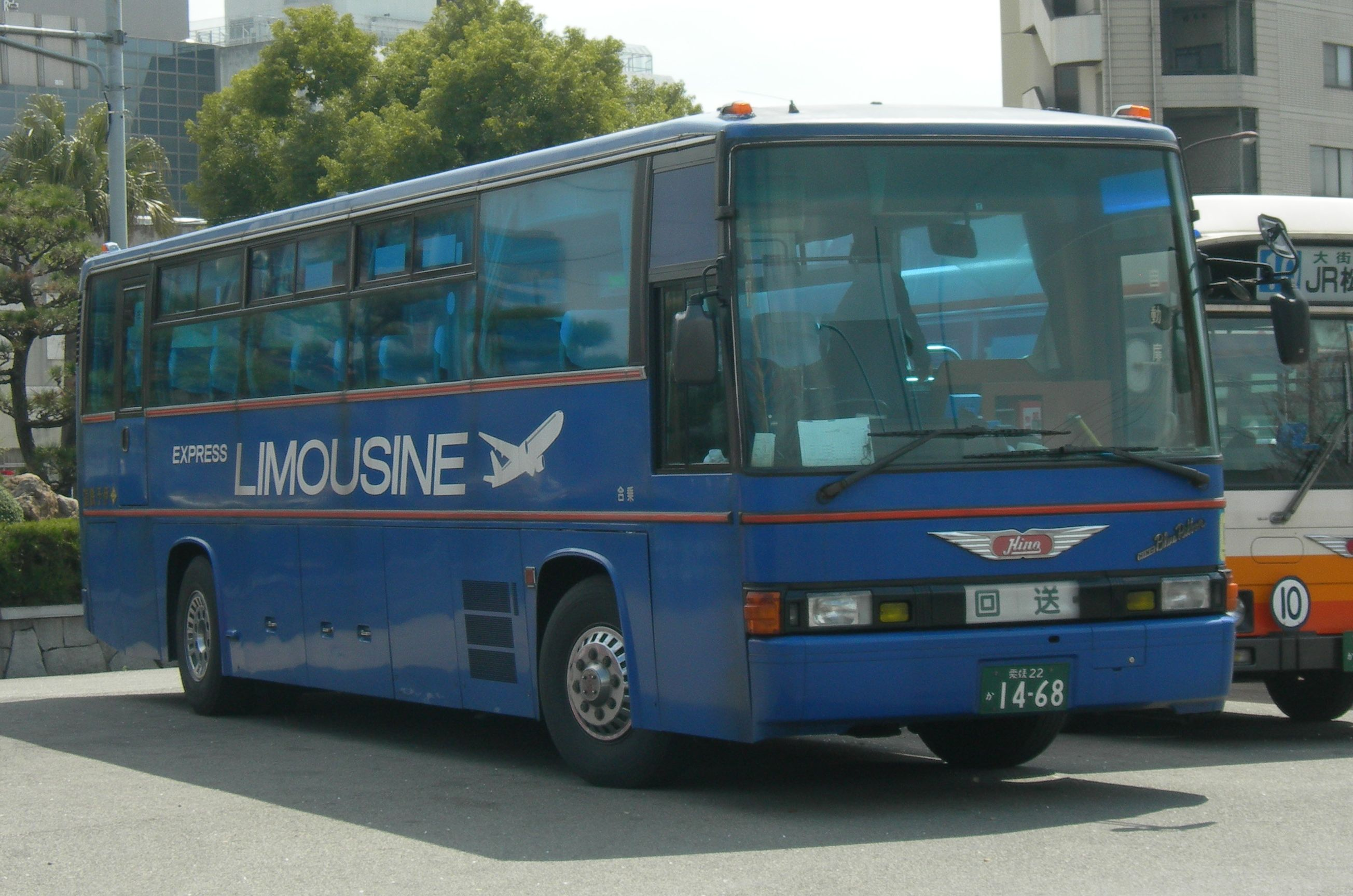
松山空港リムジンバス

松山空港発は主な航空便に接続しており、道後温泉駅前行きと松山市駅行きの2両で運行するダイヤもある。福岡便など一部路線には接続しておらず、この場合は一般路線バスの利用となる。
松山空港行き
- 道後温泉駅前→南町県民文化会館前→大街道→愛媛新聞社前→JR松山駅前→（愛媛県道18号新空港通り経由）→松山空港
- 松山市駅→松山空港

松山空港発
- 松山空港→JR松山駅前→愛媛新聞社前→松山市駅
- 松山空港→JR松山駅前→愛媛新聞社前→松山市駅→大街道→南町県民文化会館前→道後温泉駅前

かつては一般路線バスと同額で乗車できたが、2017年9月1日以降はリムジンバス料金が導入されて一般路線バスと差別化された。同時にクローズドドア制導入につき、松山空港以外の市内停留所間での乗降はできなくなった。
空港リムジンバスには、青色の塗装で側面に飛行機マークの描かれたリムジンバスが使用されており、下記の松山観光港リムジンバスと塗装が別れていた。
新塗装導入に伴い塗装の使い分けがなくなり、新塗装色の車両が運用についている(車体側面の後ろ側と背面に飛行機マークが描かれている)。なお、高速用から転用されたセレガＲには、側面のマークをサボ式にして、空港リムジンバス・松山観光港リムジンバスの双方へ入ることのできる車両も在籍していたが2022年までに全車廃車となった。
2024年5月よりEV車によるリムジンバスが運行されている。

## 松山観光港リムジンバス
2003年10月改正で新設。

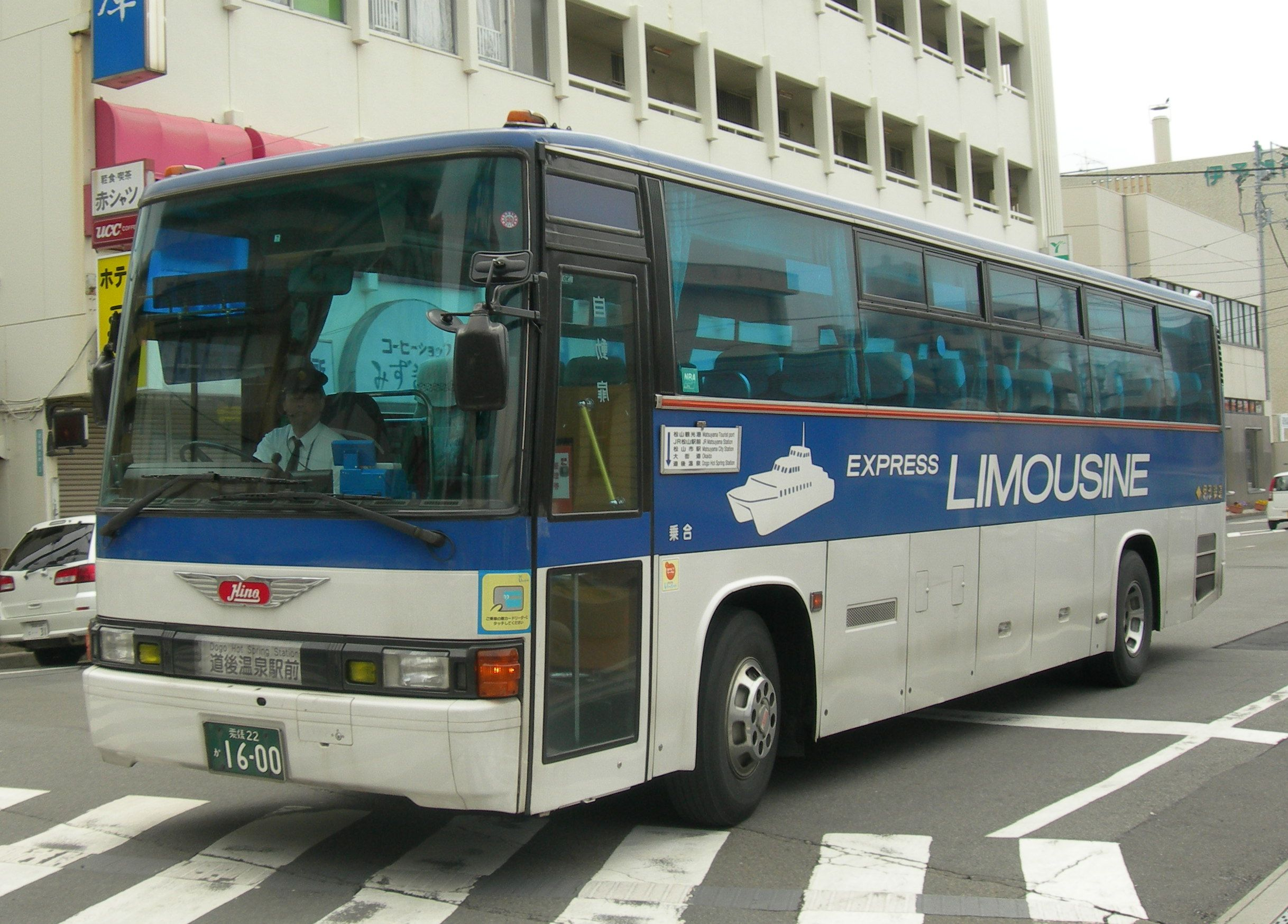
松山観光港リムジンバス

松山観光港発は松山・小倉フェリー、スーパージェット、広島航路クルーズフェリー最終便に接続する。2023年11月改正以前は、日中にも運行されていた。
松山観光港行き(2023年11月1日以降運休)
- 道後温泉駅前→南町県民文化会館前→大街道→愛媛新聞社前→JR松山駅前→松山観光港（国道437号、愛媛県道19号高浜トンネル経由）

松山観光港発
- 松山観光港→JR松山駅前→愛媛新聞社前→松山市駅
- 松山観光港→JR松山駅前→愛媛新聞社前→松山市駅→大街道→南町県民文化会館前→道後温泉駅前

空港リムジンバスと同様に、2017年9月1日よりリムジンバス料金が導入・クローズドドア制導入につき、松山観光港以外の市内停留所間での乗降はできなくなった。なお、一般車による代走時や運用時もリムジンバス料金は上乗せされる。
2020年4月改正から一時的に、12往復運転から松山観光港行きが全便運休となり、早朝の道後温泉行1便・深夜の松山市駅行き1便に減便されていた。
2023年11月改正で、再度松山観光港行きが全便運休となり、松山観光港発も松山小倉フェリー接続の朝1便(道後温泉行)、最終のスーパージェットとクルーズフェリー接続の夜2便(松山市駅行)のみに減便された。この減便を受けて、高浜・松山観光港間の連絡バスが小型車から中型車に変更されていたが、2024年12月25日より自動運転レベル4での路線バス本格運行が始まったことにより小型EVバスが使われている。
松山観光港リムジンバスには、下が白色で上が青色で側面に船のマークの塗装で運行されていたが、2016年に専用塗装車が全て廃車になってからはこの塗装は使用されず、伊予鉄標準色や青色塗装の車両が使用されていた。
長らく新塗装車両の導入はなかったが、新塗装化したセレガが玉突きで導入されたことで、新塗装車両が運用に就くようになった(5116号車ならびに5136号車。車体側面の後ろ側と背面に船マークが描かれている)。車両不足時やコロナ下の減便時に一般車による代走をすることがあったが、2025年5月1日改正より再びセレガによる運用に戻った(ただし5136号車は廃車済)。
2023年11月のダイヤ改正から2025年4月30日までは全便一般路線車による運用となっていた。
行先表示は行先のみの表記であるが、一般路線車の専用のコマがある方向幕装着車が入る場合は、行先表示の上に観光港リムジン（緑字で緑囲み）と表示される。

## 特急
- （34/八幡浜・三崎特急線）松山市駅 - 伊予市 - 中山 - 内子 - 大洲（大洲駅前） - 八幡浜駅前 - 八幡浜港 - （国道197号線・佐田岬メロディーライン経由） - 三崎港口（伊予鉄南予バスに運行管理を委託）
  - ルーツは松山と八幡浜を結ぶ急行バスである
  - 1987年12月5日に、八幡浜 - 三崎間が延伸され3往復設定された(当時は伊予鉄急行バス新三崎線)
  - 最大で5往復が運転された時期があり、高速道路経由便も2000年代に一時期設定されていた
  - 2023年11月改正現在、松山市駅発着便・八幡浜駅前発着便が各1往復が運行されている
    - コロナ下の減便時にも、八幡浜駅前 - 三崎港口の運用が設定されていた
- （80/新居浜特急線）JR松山駅前 - 松山市駅 - 四国がんセンター - （国道11号・桜三里経由） - 小松 - 西条 - 新居浜駅前（瀬戸内運輸と共同運行）
  - 松山観光港リムジンと共に長らく新塗装車両の運用はなかったが、新塗装化したセレガが玉突きで導入されたことで、新塗装車輌が運用に就くようになった。
  - ダイヤ改正の度に伊予鉄運行便の本数が減っており、2023年11月改正以降は1往復となっている

## スキップバス
通勤通学時間帯において快速運転を行う路線の愛称である。その性質上、土日祝日には運転されていない。
2002年4月改正で新設。朝の松山市駅行きが各2便ずつ設定された。のちに増便されている。
- （18/森松・砥部線）砥部焼伝統産業会館前→砥部向南台前→供養堂→下原町→高尾田→森松→椿前→立花駅前→河原町→大街道口→千舟町五→松山市駅（平日朝）
  - 朝に松山市駅行きが3便運転されている
  - 森松・砥部線のスキップバスは一般路線車で運用されている
    - 行先はLED車も幕車も通常表示の行先の上にスキップバス(幕車は青字で青囲み)と書かれた専用表示で、方向幕車のうちスキップバス用のコマが無い場合は通常の行先表示を出して運転していた
    - また、車体の前面窓や扉横窓に誤乗防止でスキップバスとかかれたパウチを貼り付けている

- （66/北条線）北条→辻町→新開→粟井駅前→堀江→内宮→鴨川団地前→東長戸→北山越→本町六→市役所前→松山市駅（平日朝）
- （66/北条線）松山市駅→市役所前→本町六→北山越→東長戸→鴨川団地前→内宮→堀江→粟井駅前→新開→辻町→北条（平日夕方）
  - 朝に松山市駅行きが３便と夕に北条行きが1便運転されている
    - 2020年11月改正以前は夕方は2便運転されていた

  - 北条線のスキップバスはブルーリボンRUやセレガによる運用であるが、リムジンバスの代走等で車両不足時には一般路線車による代走が行われる
    - かつて在籍していたCNGバスによる代走もあった
    - ブルーリボンRUやセレガの廃車が進行して、運用が一般路線車に置き換えられていったため、2025年3月現在は北条発3便目を除いて、定期運用では一般路線車の運用となっている
    - 2025年5月1日改正にあわせて、EV車による運用が始まった(北条発1便目)。この運用は、ブルーリボンRUの廃車からEV車投入までの過渡期はツーステップバスが定期運用に入っていた。

  - 一般路線車による行先表記は森松・砥部スキップバスと同じだが、ブルーリボンRUやセレガの前面方向幕や行先板に表示のスキップバスの文字色は赤色である
    - なお白色LED車の行先表示は、通常表記で系統が入る部分にスキップバス(白色)＋行先＋系統の順になっている
    - 専用コマのある方向幕の一般路線車は、森松・砥部線のスキップバスと同様に行先の上にスキップバスの表記が青字で青囲みで表示される

## 過去に存在していたバス路線

### 高速路線
- 松山 - 高松（いよじ号。四国旅客鉄道と共同運行）[27]
  - 1989年7月1日路線開設
  - 1994年11月17日路線廃止
    - 路線開設時に導入した車両のうちの1台(ブルーリボンRU1788号車)は2018年まで路線バスに流用されて活躍した(最末期は八幡浜・三崎特急線の予備車となっていた)

  - いよじ号が路線開設される以前の1965年~1977年にも、伊予鉄道、瀬戸内運輸、琴平参宮電鉄、高松琴平電鉄と共同出資した四国急行バスと国鉄バス北四国急行線(1965年～1979年まで運行)が同区間を走っていた(停車駅はいよじ号とは異なる)。
- 松山市駅・JR松山駅 - 高坂BS・中筋駅・広島センター・広島駅新幹線口（高速バスキララエクスプレス広島線。ジェイアール四国バス・中国ジェイアールバス・しまなみバス開発・広島交通と共同運行）
  - 1999年5月2日運行開始[28]
  - 1999年10月31日運行休止[29]
- 松山市駅 - JR松山駅前 - 瀬戸田PA - 赤崎 - 因島大橋 - 向島BS - 広尾 - 福山駅前（高速バスキララエクスプレス福山線。中国バス・しまなみバス・本四バスと共同運行[30]）
- 松山市駅 - JR松山駅前 - 瀬戸田PA - 赤崎 - 因島大橋 - 向島BS - 新尾道駅 - 福祉センター前 - 日比小前 - 尾道駅前（高速バスキララエクスプレス尾道線。中国バス・しまなみバス・本四バスと共同運行[31]）
  - 1999年5月2日運行開始
  - 2004年6月1日にキララエクスプレス福山線とキララエクスプレス尾道線を統合し、新尾道を経由にされて現在のキララエクスプレスとなる
- 松山市駅 - 市役所前 - 堀江 - 粟井駅前 - 柳原 - 北条 - 浅海 - 菊間 - 亀岡 - 大西 - 今治駅前 - 今治桟橋 - 今治バスセンター - 馬島BS - 伯方島BS - 上浦BS - 大三島BS - 井口港 - 大山祗神社前 - 宮浦港（瀬戸内運輸と共同運行)(67/大三島特急線）
  - 元々は同経路で松山 - 今治を結んでいた路線であり、当時から瀬戸内運輸との共同運行であった
  - 2006年10月1日改正で、伊予鉄バスが撤退
  - 2008年10月に、国道317号(水ヶ峠)経由へ経路変更
- 松山市駅 - 京都駅八条口（京都エクスプレス。京阪バスと共同運行）
  - 2002年10月改正で新設、2往復の運転
  - 2024年1月10日改正で、1号と4号が運休で1往復となった(伊予鉄バスが運行、京阪バス撤退)
  - 2024年4月1日改正で、大阪便の2往復を京都まで延伸する形で統合され廃止

### 市内バス
昭和30年代頃
- ① 枝松 - 新立 - 市駅前 - 松山駅前 - ガス会社前 - 古町 - 本町(枝松-本町線)：8分毎
- ② 立花駅 -大街道口 - 一番町 - 清水 - 三津口 - 山越 - 姫原(立花-姫原線)：10分毎
- ③ 土橋駅前 - 新玉西 - 市駅前 - 日赤前 - 護国神社前 - 姫原(土橋-姫原線)：20分毎
- ④ 松山駅前 - 南堀端 - 市駅前 - 県庁前 - 日赤前 - 道後駅前(松山駅-道後線)：列車接続
- ⑤ 北斎院 - 朝美二 - 松山駅前 - 西堀端 - 市駅前 - 唐人町三 - 南持田 - 道後駅前 - 祝谷(北斎院-祝谷線)：22分毎
- ⑥ 松山駅前 - 南堀端 - 一番町 - 護国神社前 - 温泉前 - 南持田 - 唐人町三 - 市駅前 - 西堀端 - 松山駅前(循環線 一番町廻り)：44分毎
- ⑦ 松山駅前 - 札ノ辻 - 本町七 - 護国神社前 - 温泉前 - 南持田 - 唐人町三 - 市駅前 - 西堀端 - 松山駅前(循環線 城北廻り)：44分毎
- ⑧ 松山駅前 - 新玉西 - 市駅前 - 子規碑前 - 河原町 - 新立 - 東野 - 道後駅前(東野線)：20分毎

　昭和50年代頃(⑧と⑩の津田団地前 - 久米駅間は現在も運行中)
- ① 松山駅前 - 松山市駅 - 大街道口 - 新立 - 久米 - 鷹ノ子温泉
- ② 本町 - 平和通五 - 北高前 - 日赤前 - 喜与町/ロープウェイ前 ‐ 大街道/一番町 ‐ 中央郵便局前 - 大街道口 - 立花駅前
- ③ 松山市駅 - 一番町/大街道 - 喜与町 - 愛媛大学前 - 護国神社前 - 木屋町 - 本町六 - 鴨川団地前[32]
- ⑤ 山西駅前 ‐ 津田団地前（御産所） - JR松山駅前 - 南堀端/三番町六 - 松山市駅 - 二番町/三番町 - 湯渡町 - 道後温泉駅前
- ⑥ 三津港 - 神田町 - 聖陵高校前 - 中央通り一丁目 - 本町 - 古町駅前 - ガス会社前 - JR松山駅前 - 松山コミュニティセンター前 - 松山市駅 - 一番町 - 大街道 - 喜与町 - 護国神社前 - 祝谷 - 道後温泉駅前
- ⑦ 津田団地前 - 朝美町二 ‐ JR松山駅前 - 南堀端/三番町六 - 松山市駅 - 三番町二/大街道口 - 松商前 - 東高前 - 湯渡町 - ファミリー温泉前 - 久米駅前
- ⑩ 津田団地前 - (現行路線と同じ) - 久米駅東口 - 来住団地前 - 南高井 - 森松
- ⑪ 松山駅前 - 千舟町七 ‐ 松山市駅 - 県病院前(昭和時代に廃止され以降は下記路線が⑪を名乗った)
- ⑪ 津田団地前 - JR松山駅前 - 松山市駅 - 大街道（一番町） - 湯渡町 - 東野 - 久米駅前 ‐ 高井 ‐ 森松
  - ②⑤⑥⑦：1990年前半までに廃止
  - ①⑪：1990年後半に廃止
  - ③⑩(久米駅 - 森松間)：2001年4月改正までに廃止

### 郊外バス
- (12) 松山市駅 - 森松 - 広瀬 - 拝志農協前 - 川内 (津吉線)
  - 1990年代に廃止
- (14) 松山市駅 - 森松 - 学習センター/宮の北 - 久谷 (久谷線)
  - 2001年4月16日改正で廃止
  - 路線末期のダイヤでは、東方経由は久谷発で運転されていた(森松行)
  - 路線末期の始発便は久谷発丹波経由で運転され、久谷線廃止後は丹波発の始発便となった
- (14) 松山市駅 - 森松 - 宮の北 - 出口 (丹波線)
  - 2000年代後半に出口発着の設定が無くなった
  - 路線末期は平日ダイヤ丹波線最終便のみの設定だった
- (14) 松山市駅 - 森松 - 宮の北 - 丹波 (丹波線)
- (14) 森松 - 上野団地経由/学習センター経由 - 丹波 (丹波線)
- (14) 丹波 → 東方 → 県生涯学習センター前 → 森松 (丹波線)
  - 2007年4月改正以前は大半が松山市駅を発着していたが、同改正以降は朝夕の一部以外が森松の発着に変更された
    - 同改正以降の松山市発着便は宮の北経由で運転され、朝が松山市行きで、夕方が丹波行き(平日2便土休祝1便)であった
    - 同改正以前は学習センター前経由市駅発着便も存在した
      - 当時ダイヤでは一部の便に例外があるが、主に午前の丹波行は宮の北経由、市駅方面は学習センター経由で、午後便は逆の経由地での運転であった

  - 2008年の改正で、上野団地経由の便が設定された
    - 以降の日中は上野団地経由便と学習センター経由便が交互運行されており、往路と復路で経由地が違っていた
      - 例えば、往路が上野団地経由丹波行の場合は、復路が学習センター経由森松行となっていた

  - 東方経由便は津吉線東方経由の代替路線で丹波発森松行き1便のみの運行だった
  - 2020年4月改正で、丹波線は日中毎時1本から2時間に1本に減便となった
    - 上記の交互運行をそのまま間引いたため、片方向しか来ないバス停が出た(上野団地バス停等)

  - 2021年4月改正で、丹波線は予約制乗合タクシーに移管され廃止された
- (15) JR松山駅前 - 松山コミュニティセンター前 - 松山市駅 - 大街道口 - 森松 - とべ動物園前 - えひめこどもの城
- (15) JR松山駅前 - 松山コミュニティセンター前 - 松山市駅 - 大街道口 - 森松 - とべ動物園前 - 外山
- (15) JR松山駅前 - 松山コミュニティセンター前 - 松山市駅 - 大街道口 - 森松 - とべ動物園前 - 七折
- (15) JR松山駅前 - 松山コミュニティセンター前 - 松山市駅 - 大街道/大街道口 - 森松 - とべ動物園前 - 砥部大岩橋
- (15) JR松山駅前 - 松山コミュニティセンター前 - 松山市駅 - 大街道/大街道口 - 森松 - とべ動物園前 - 砥部断層口
  - 2000年代にJR松山駅前を発着する便は全廃され、全便が松山市駅発着となった
  - とべ動物園前を経由する便は、行先が異なっていても全て15系統を名乗っていた
    - とべ動物園の移転前は総合運動公園(現・ニンジニアスタジアム）で折り返していた
- (16) JR松山駅前 - 松山市駅 - 森松 - いよ砥部 - 三坂峠 - 久万 (久万線)
  - いよ砥部発着便も存在していたが、供養堂から先は同経路にもかかわらず(18)を名乗っていた
    - 時刻表は(16)だったり、方向幕やサボは(18)だったりと系統番号が統一されていなかった

  - 廃止直前は伊予鉄南予バス久万営業所が担当していた
  - 2010年4月改正で廃止
- (17) 松山市駅 - 森松 - 上尾峠 - 小田町役場前 - 中畦 (参川線)
  - 小田町役場前までの区間便も存在した
  - 末期は朝に中畦発松山市駅行き、昼に松山市駅発小田町役場前行きのみで普通便の中畦行きは運行されていなかった
    - 中畦行きは下記の参川急行線が夕方に運転されていた

  - 2010年4月改正で廃止
- (17) 松山市駅 → 新森松 → 砥部 → 万年 → 総津落合 → 上田渡 → 小田町役場前 → 小田 → 参川口 → 上川 → 中畦（参川急行線）[33]
  - 2010年4月改正で廃止
  - 過去には快速便も存在していた
- (18) 松山市駅 → 大街道 → 椿前 → 森松 → 高尾田 → 砥部向南台前 → 砥部焼伝統産業会館前（ナイトバス）
  - 2002年4月改正で新設
  - 2020年4月改正で運休され、2020年11月改正で廃止となった
- (18) 道後温泉駅前 → 砥部焼伝統産業会館前 (ナイトバス)

- (18) 松山市駅 - 森松 - 万年 (万年線)

- (19) 松山市駅 - 森松 - 外山 (外山線)
- (20) 松山市駅 - 森松 - 七折 (七折線)
  - 2007年4月改正で、(18)万年・(19)外山・(20)七折の各発着便は廃止された
    - なお万年は上記(17)の経路のため、2010年までは路線バスが通っていた
- (21) 松山市駅 - 森松 - 高尾田 - 八倉 - 上野局前 (上野線)
  - 2000年頃に高尾田 - 上野局前間が廃止
    - 区間廃止時点で、朝の上野局前発松山市駅行きの1便のみ運行であった
    - かつては森松 - 上野局前の区間便も設定されていた
    - 区間短縮後も、同時刻に(21)高尾田発松山市駅行きが1便設定されていたが2000年代に廃止された
- (23) 森松 - 杖ノ淵公園前 - 南高井病院前 (森松高井ループ線)
  - 2002年10月改正で新設。150円均一料金。
  - 2004年頃に廃止
    - 同時に、(22)が重信町役場(現・東温市役所) - 森松間が延伸されて森松・横河原線になり同経路を走行している
- (30) 松山市駅 - 小松原 - 北伊予 - 上野局前 - 森松
- (31) 松山市駅 - 小松原 - 北伊予 - 上野局前 - 郡中
- (31) 松山市駅 - 市坪 - 小松原 - 北伊予
- (32) 松山市駅 - 徳丸 - 北伊予 - 松前 - 今出
  - 上記4路線は1990年代に廃止
    - なお(32)の経路の一部は松前町ひまわりバスの経路となっている
    - 路線の名残として現在の北伊予駅前始発便用バス停に、次のバス停であった神崎の表示が残っている
- (32) 大街道 → 松山市駅 → 保免 → 伊予松前 → 伊予市（ナイトバス）
  - 2002年4月改正で新設
  - 2003年4月改正で廃止
- (34) 松山市駅 - 伊予市 - （高速経由） - 内子 - 大洲(大洲駅前) - 八幡浜港 - （国道197号線・佐田岬メロディーライン経由） - 三崎港 (八幡浜・三崎特急線)
  - 2000年代に1往復だけ高速経由便が設定されていた
- (39) 郡中 - 端 - 上灘中学校
  - 伊予鉄南予バスに移管後に廃止(郡中・大栄線)
- 松山市駅 - 土橋 - 和泉/鯛崎/富久団地 - 今出港口 (今出線)
- (51) 松山市駅 - 富久団地 - 今出港(今出線)
  - 和泉経由と鯛崎経由は系統番号設定前に廃止
- (54) 松山市駅 - (旧空港通り) - 土橋 - 松山空港
- (60) 松山市駅 - 衣山 - 三津駅前 - 高浜駅前
- (60) JR松山駅前 - 中央通三丁目 - 三津駅前 - 高浜駅前
- (61) 松山市駅 - 衣山駅前 - 和気 - 片廻 - 太山寺
  - 2009年2月5日改正で、(37/電連)電車連絡三津ループ線の開設に伴い、(60)(61)は休止になった
- (61) 松山市駅 - 本町 -、 鴨川（往路）→/←衣山駅前 - JR松山駅前（復路）、- 太山寺 - 地蔵坂 - 三津港 (地蔵坂線)
- (62) 松山市駅 - 市役所前 - JR松山駅前 - 衣山駅前 - JR和気駅前 - 和気浜廻車場 (勝岡線)
  - 上記2路線は2000年頃までに廃止
    - 地蔵坂線の一部区間は、(37/電連)電車連絡三津ループ線の経路で復活した
- (63) 松山市駅 - 大手町 - JR松山駅前 -宮西町 - パルティー・フジ衣山 (衣山線 お買い物バス）
  - 2002年11月に新設
  - 2007年11月に乗客減により廃止
- (66) 松山市駅 - 市役所前 - 日赤前 - 姫原 - 堀江 - 北条
- (66) 松山市駅 - 姫原 - 堀江 - 北条 - 難波口 - 道の駅風和里 - 菊間
  - 難波口 - 菊間間は昭和末期頃に廃止された
  - 道の駅風和里は開業後に延伸されたが、2010年代前半までに難波口発着便共々廃止された
    - 延伸区間にはコスタ北条バス停があったが、区間廃止前にコスタ北条は閉業したため、バス停も無くなった
      - 一部の方向幕式路線バスの道の駅風和里行きのコマで、『堀江　　　　北条経由』と不自然な間があるのは、元々は『堀江・コスタ北条経由』となっていた表記から、『・コスタ』の部分が消されたためである

  - 昭和時代半ばには北条駅前 - 菊間の路線も存在した
- (66) 大街道 → 本町 → 鴨川団地前 → 堀江 → 北条（ナイトバス）
  - 2002年4月改正で新設
  - 2020年4月改正で運休され、2020年11月改正で廃止となった
- (68) 北条 - 難波 - 井口橋 - 立岩小学校前 - 小山田（難波線)
  - 末期は早朝の小山田行き1便のみ
  - かつては北条駅前発着・北条駅前経由・井口橋発着便が運行されていた
    - 2014年改正以前は、難波線は主に井口橋発着であった

  - 昭和時代には小山田から先、菊間町中の川まで路線が伸びていた
- (68) 小山田 - 立岩 - 儀式 - 庄府 - 儀式 - 立岩 - 正岡 - 北条駅前 - 北条（立岩線)
  - 末期は上記の難波線小山田行きから運行される1便のみ
- (68) 北条 - 北条駅前 - 北条小学校前 - 正岡 - 立岩小学校前 (- 小山田) - 立岩 - 儀式 - 庄府（立岩線)
  - 末期の小山田経由は夕方の1便のみ
  - 庄府線・難波線は66系統との重複区間(国道部分)以外はフリー乗降となっており、前面にそれを示す板を掲出して運行していた
  - 難波線・立岩線は(68)の系統番号が設定されているが、系統番号は最後まで行先表示に表記されなかった
  - 2014年10月改正で、難波線・立岩線は全便平日のみの運行となった
  - 2021年4月改正で、難波線・立岩線は予約制乗合タクシーに移管され廃止された
    - 立岩線区間には予約制乗合タクシーの設定があるが、難波線の区間には設定がない

- (70) 松山市駅 - 大街道 - 上一万駅前 - 祝谷橋 - 山田 - 道後平ニュータウン - 伊台 - 五明 - 神次郎 - 城山（五明線）
- (70) 松山市駅 - 大街道 - 上一万駅前 - 祝谷橋 - 山田 - 道後平ニュータウン - 伊台 - 頭尾 - 向陽第一公園前（五明線）
- (70) 松山市駅 - 大街道 - 上一万駅前 - 祝谷橋 - 山田 - 道後平ニュータウン - 伊台 - 野外活動センター（五明線）
  - 下実川発着・頭尾始発便がかつては存在した
  - 2002年10月改正で、一部便が道後平NTに乗り入れを開始し、向陽第一公園前行きが新設された
  - 2003年4月改正で、野外活動センター行きが新設された(当初は4月～11月の土日祝のみの運行だったが、のちに通年の土日祝運行となった)
  - 2021年4月改正で、伊台 - 城山・野外活動センター・ 向陽第一公園前の各区間と道後平NT内への乗り入れは予約制乗合タクシーに移管され廃止された
    - 残存区間は(70)伊台線となった
- (71) 松山市駅 - 大街道 - 新立 - 湯渡 - 石手 - 末滝見橋 - 頭尾 - 伊台 - 五明 - 神次郎（五明線）
  - 城山発着便がかつては存在した
  - 2021年4月改正で、伊台 - 神次郎間が予約制乗合タクシーに移管され廃止された
  - 残存区間は(71)伊台線となった
    - 伊台以北廃止以前から長らく1往復の運行である
      - 区間廃止前は朝の松山市駅行は土日祝運休であったが、区間廃止後は夕方便も土日祝運休となった
- (71) 松山市駅 - 末 - 湯の山 - 伊台本村（後に湯の山は非経由に）
  - 1990年代に廃止
- (73) 松山市駅 - 大街道 - 新立 - 湯渡 - 石手 - 末 - 奥道後 - 湧ヶ淵 - 石手川ダム - 河中 - 日浦学校前 - 九川（九川線）
- (73) 松山市駅 - 大街道 - 新立 - 湯渡 - 石手 - 末 - 奥道後 - 湧ヶ淵 - 石手川ダム - 河中 - 日浦学校前 (- 九川) - 米野々（河中線）
  - かつては石手川ダム・河中発着便が存在していた
    - 昭和50年代は石手川ダム発着便が毎時1本運転されていた

  - 2000年頃までに九川経由便・九川線は廃止された
  - 2021年4月改正で、河中線は予約制乗合タクシーに移管され廃止された(末期は平日2往復の運行)
    - なお、2008年より一番町一 - 石手寺を除く区間で、せとうちバスの大三島特急線が同一経路を走っており、一部で同じ位置にバス停が設置され、便数も圧倒的に多い
- (76) 松山市駅 - 久米 - 平井 - 小野谷 (小野谷線)
  - 1990年代に廃止
- (76) JR松山駅 - 松山市駅 - 久米 - 川内 - 河之内
- (76) JR松山駅 - 松山市駅 - 久米 - 川内 - 清水橋
- (76)(77) JR松山駅 - 松山市駅 - 久米 - 川内 - 湯谷口
- 川内 - 湯谷口
  - 川内 - 湯谷口の区間便には系統番号は設定されていなかった
  - 2014年10月改正で、湯谷口発着の系統は廃止された
    - 湯谷口発着便の末期は朝に川内→湯谷口→松山市駅の1往復の運転であった
- (77) 松山市駅→久米→川内（ナイトバス）
  - 2002年4月改正で新設
  - 2003年4月改正で2便に増便
  - 2020年4月改正で運休され、2020年11月改正で廃止となった
- (78) 松山市駅 - 短大前 - 川内
- (90) JR松山駅前 - 本町六 - 愛媛大学前 - 東高前 - 道後温泉駅前（東西線）
- (94) 古町駅前 - 総合福祉センター - 愛媛大学前 - 祝谷 - 道後温泉駅前（平和通線）
  - 2007年11月改正で、都心循環東西線と千舟コミューター線の再編により新設
    - 松山市駅付近の渋滞による定時運行ができなくなったことと、循環線という表記(|東|循環線●●・××方面)で行先がわからないという市民からの要望により、松山市駅を通らない経路かつ起終点がある路線として生まれ変わった
    - (90)東西線15往復、(94)平和通り線11往復の運行だが、通常の路線となったことで運賃は値上げとなった(千舟コミューター線が100円であったため)
    - なおループバス(東南線・東西線・平和通線)は市内電車1日乗車券で乗ることが可能(当時は『市内電車・ループバス１DAYチケット』)であったが、2015年4月に500円に値上げの際に『市内電車１ＤＡＹチケット』となり、ループバスが対象外となった(前後して末期ダイヤへと大減便された)

  - 2017年4月の改正で廃止された
    - 末期は平日4往復ずつの運行
- 松山市駅 - 大街道 - 椿前 - 椿神社前 - 市坪 - 和泉 - 松山市駅 (椿宮市坪環状線)
- (101)松山市駅 → 大街道 → 椿前 → 椿神社前 → 市坪 → 和泉 (→ 市役所前) → 松山市駅
- (102)松山市駅 → 和泉 → 市坪 → 椿神社前 → 椿前 → 大街道 → 松山市駅
- (102)松山市駅 → 和泉 → 市坪 → 古川 → 椿神社前
  - 環状運転している時代の前面方向幕が特徴的な表記だった
  - 2000年頃に松山市駅 - 大街道 - 椿神社前が廃止され、残る区間は(102)に系統番号が統一された
    - なお、(102)系統は早朝の市役所前経由松山市駅行き片道1本の運行である
      - (102)椿神社前行きもかつて設定されており、松山市駅の1番乗り場に(31)(33)(51)のバス乗り場が変更されるまで一緒に(102)の路線図が残っていた
- 松山市駅 - 大街道 - 護国神社前 - 道後緑台 - 道後温泉駅前 - 岩崎町二丁目 - 東高前 - 喜与町 - 護国神社前 - 木屋町 - 中央通り二丁目 - 宮西町 - JR松山駅前 - 南堀端 - 松山市駅（8の字ループ 都心循環東西線[34]）
  - 2001年4月16日改正で運行開始。同改正で東南線・(51)と共に新設。
  - 2007年11月改正で、千舟コミューター線と共に(90)と(94)に再編されて廃止
- 松山市駅 → 大手町東 → 宮西町 → JR松山駅前 → 千舟町七 → 松山市駅 → 大街道口 → 大街道東 → 大街道西 → 中央郵便局前 → 松山市駅（千舟コミュータ線 当初ルート[35]）
- 松山市駅 → 大手町東 → 古町駅前 → 若草合同庁舎 → コムズ前 → 松山市駅 → 大街道口 → 大街道東 → 大街道西 → 中央郵便局前 → 松山市駅（千舟コミュータ線 変更後ルート[35]）
  - 2001年10月16日改正で新設(当初ルート)
    - 7時～19時までの運行で全日毎時4本の運転
    - 同時に設定された電車連絡バスと同様に運賃は100円で、100円バスとかかれたバス停が設置された

  - 2003年4月改正で、ルート変更を実施(変更後ルート)
  - 2007年11月改正で、都心循環東西線と共に(90)と(94)に再編されて廃止
    - コムズ前バス停も当路線とともに廃止となったが、後年に(31)(32)(50)(51)の松山市駅行きの経路が千舟町通り経由から三番町通り経由になったことで復活した
- 松山室町営業所 - 末広町/柳井町 - 松山市駅(室町線・柳井町線)
  - 一部の一般路線車に乗車可能で運賃も設定されていた
- 余戸駅 - 古川参道口
- 松山市駅 - 市坪 - 古川参道口
- JR松山駅 - 松山市駅 - (中の川通り経由) - 河原町 - 立花駅前 - 椿前
  - 毎年2月に開催される椿まつり会場最寄りバス停への臨時バス(下記は2000年代半ばの発間隔)
    - 古川参道口発着は松山市発着が20分おき・余戸駅発着が40分おきの設定だったが、2010年頃に運行が取りやめられた
    - JR松山駅発着便は10分おきの設定だったが、2019年以降は運行されていない
    - 松山市駅発着便は5分おきの設定(松山市駅発着便10分おき＋JR松山駅発着便の合算、2019・2020年は松山市駅を5分おきに発車)だったが、2021年・2022年は椿まつりが中止のため設定されていなかった

  - 2023年に椿まつり再開後は、(15)の増便扱い(行先表示は『続行』で松山市駅 - 千舟町経由 - 森松のバスとして運行)で対応することになったため、臨時バスとしての設定は消滅した
  - 祭りの影響で渋滞が発生して充当するバスが帰ってきてない場合は、増車便や臨時便が出ることもあった。
  - 川内営業所を除く車両が充当されていた(定期便・予備車、ノンステップバス・ツーステップバス関係なく)
- JR松山駅 - 松山市駅 - ニンジニアスタジアム
  - ニンジニアスタジアムでFC愛媛の公式戦がある際に運行される臨時バス
  - スタジアム方面へ向かう15系統の間（松山市駅基準で15系統が00分・30分発車に対して、臨時バスは10分・40分発車）に計5便が設定され、伊予鉄バス3便、JR四国バス2便を担当した
  - 伊予鉄バスは一般路線車で運転されていたが、末期のJR四国バス担当便は路線短縮・減便で一般路線車の予備車が少なかったため、高速車で運転される便も存在した
  - コロナ下の2021年シーズン開始前に廃止となった
    - 当シーズン以降でサッカー開催時に定期路線バスに積み残しが発生した場合は、増便の処置がとられることがある
- JR松山駅前 - 松山市駅 - 松山競輪場会場
- 三津駅前 - JR三津浜駅前 - アイテムえひめ
- 福祉センター前 - この間ひまわりバスと同じ - 福祉センター前
  - 新型コロナワクチン集団接種会場への専用無料送迎バス
- 大街道 → JR松山駅前 → 衣山 → 西衣山駅前 → 三津駅前 → 梅津寺 → 高浜駅前 → 松山観光港(ナイトバス)
  - 2002年10月改正で新設（2010年代前半までに廃止）
- 三津港 ‐ 中央通 ‐ 古町駅前 ‐ 松山駅前 - 松山市駅 - 大街道 - 上一万 - 道後温泉駅前
- 三津駅前 - 太山寺 - 和気駅前(臨時バス)
- 松山駅前 - 松山市駅 - 奥道後 - 湧ヶ淵
- 三津港 - 和気 - 堀江駅前 - 東大栗 (東大栗線)
- 堀江駅 - 権現温泉 (権現線)
- 松山市駅 - 本町 - 潮見温泉 (潮見線）
  - 上記3路線は1990年代前半までに廃止
- 松山 - 勝岡 - 発電所前
  - 運転免許センターが大可賀(現・アイテムえひめ)から移転される前の勝岡線の終点

- 松山 - 北条営業所 (急行便)

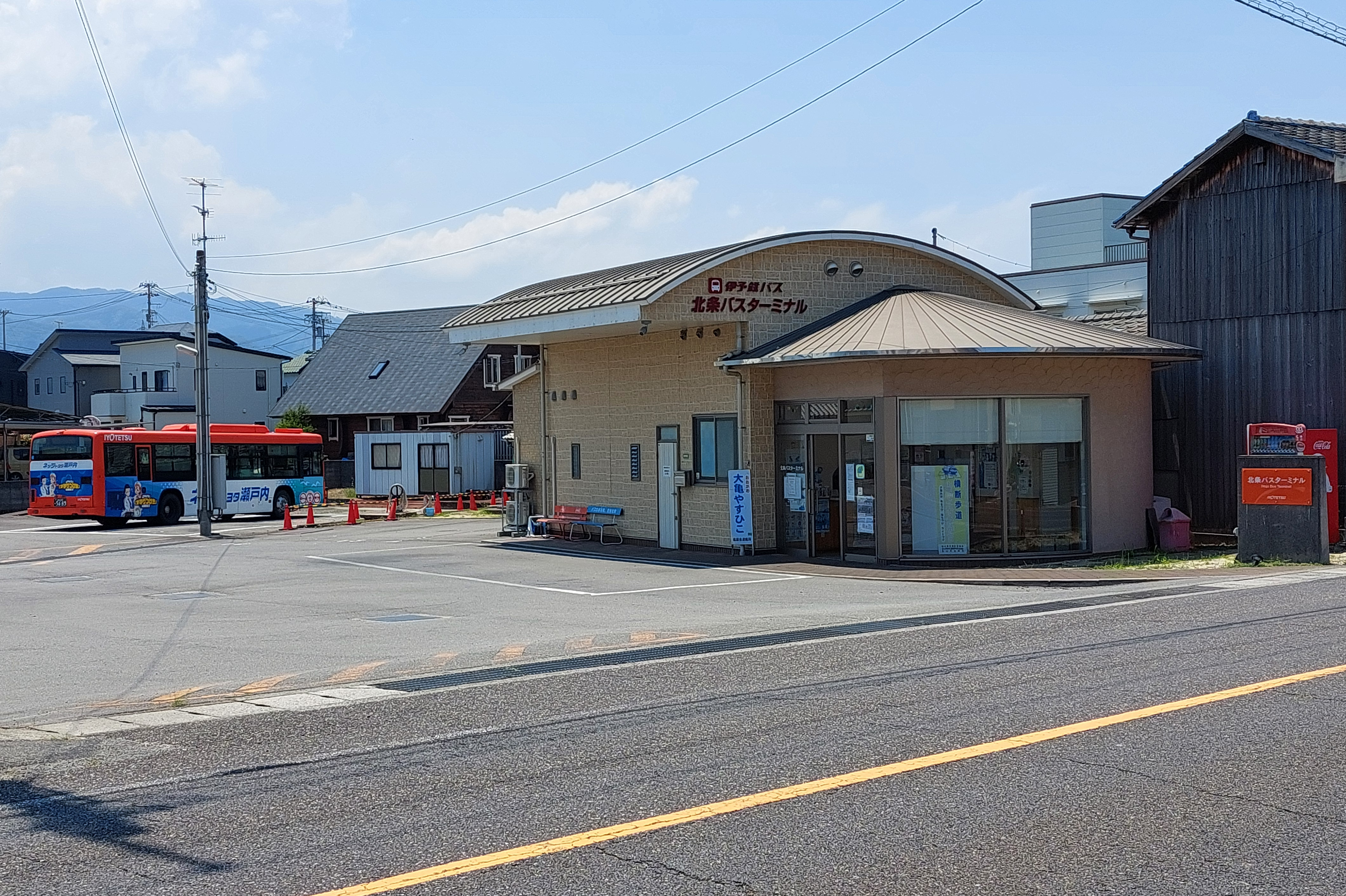
北条バスターミナル

  - かつての北条線は、松山 - 北条間が日中毎時6本(菊間経由・庄府経由今治行を含む)運転されており、うち3本が急行便であった
  - 停車バス停は、現在平日朝に運行されているスキップバスと異なっていた
- 松山 - 山越 - 堀江 - 北条駅前 - 立岩 - 今治駅前 - 今治桟橋
  - かつては菊間経由便以外にも、立岩・庄府から笹ヶ峠を通り葛谷・竜岡を経由して今治に向かう路線が存在しており、菊間経由便と同様に瀬戸内運輸との共同運行であった。
  - 昭和５０年代前半に廃止
  - 当路線の経路であった県道北条玉川線を通る一般路線バスも笹ヶ峠の前後で運行されていたが、2021年に伊予鉄バス(立岩線)が、2023年にせとうちバス(木地口・葛谷線)が廃止された
- 堀江駅前 - 堀江港 - 松山市駅 - 道後温泉駅前 (堀江港線)
  - 堀江駅前 - 堀江港の短区間の運用も存在した
  - 堀江港バス停は現・ほりえうみてらす海の駅バス停である
- 北条営業所 - 中西→/←粟井橋 - 小川 (北条山手線)
- 北条営業所 - 柳原 - 横谷 (横谷線)
- 北条営業所 - 柳原 - 粟井橋 - 長井方 (長井方線)
  - 北条営業所の数少ない支線であったが、全便合わせても1日数本の設定であった
  - 1988年頃に全て廃止
- 森松 - 上野 - 郡中(郡中森松線)

- 川内 - 松山(急行便)

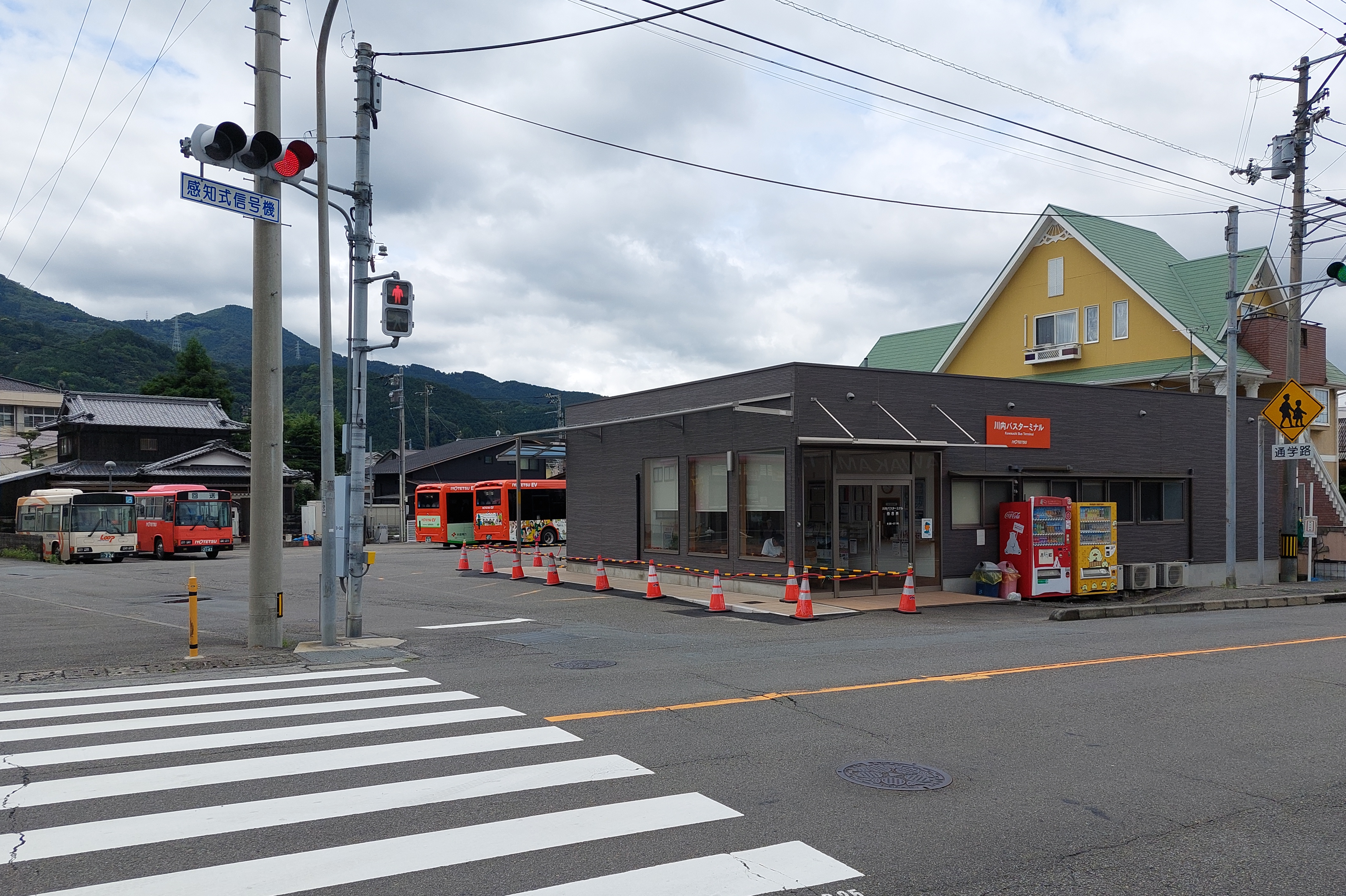
川内バスターミナル

  - 朝に川内発が、夕方に松山市駅発が、1便ずつ運行されていた
- 川内 - 横河原駅 - 上林皿ヶ嶺登山口（川内管内線）
  - 2011年10月改正で、東温市の施策により山間部路線(他の川内管内線)の増便時に新設(試験運行)
    - 他の川内管内線の一部便を上林まで延長する形で、平日・土曜に4往復が運行された

  - 2014年10月改正で、予約制乗合タクシーに移管されて廃止(試験運行終了)
    - 他の川内管内路線も減便・時間変更の上で平日のみの運行となった
- 川内 - 川上学校前 - 北方 (北方線)
- 藤之内 - 横河原駅 - 除 - 森松 - 上野局前 - 郡中
- 松山市駅 - 久米 - 川内 - ゴルフ場
  - 急行便も存在した
- 松山市駅 - 久米 - 川内 - 湯谷口 - 壬生川
- 松山市駅 - 久米 - 川内 - 湯谷口 - 小松
- 松山市駅 - 川内 - 黒森峠 - 割石 - 通仙橋 - 面河 (松山面河急行線)
  - 伊予鉄バス最後のツーマン運転路線であり、路線廃止までツーマン運転がされていた
- 松山 - 森松 - 横道 - 東方 - 拝志農協前
- 松山 - 森松 - 断層口 - 千里口
- 松山 - 森松 - 断層口 - 万年 - 総津落合 - 畦々 (小田町内線)
- 畦々 - 総津落合 - 田渡 - 高市 (小田町内線)
- 小田 - 掛橋 - 日野川 - 大平 - 馬野地 - 久万(真弓線)
  - のちに馬野地 - 露峰間は、伊予鉄南予バスの富重線の一部便の経由地として復活
- 松山市駅 - 土橋 - 和泉/針田 - 今出 - 人繊門前 (塩屋線)
- 松山 - 岡田 - 人繊門前 (郡中線)
- 松山 - 岡田 - 東レ社宅前 (郡中線)
- 三津浜駅前 - 三津港 - 鯛崎 - 東レ社宅前 - 新川 - 郡中
- 三津港 - 三津浜駅前(三津市内線)
- 松山 - 針田 - 余戸 - 三島神社前 - 松前 - 郡中
- 松山 - 針田 - 余戸 - 三島神社前 - 松前 - 郡中 - 大栄 - 柆野口(大栄・日尾野線)
- 松山 - 和泉 - 余戸 - 三島神社前 - 松前 - 郡中 - 唐川 - 両沢
- 松山 - 久万 - 御三戸 - 面河 - 石鎚土小屋
- 松山 - 伊予市 - 大平 - 犬寄 - 佐礼局前 - 長沢 - 中山 - 内子
- 松山 - 郡中 - 内子 - 五十崎(準急便)
- 松山 - 群中 - 犬寄 - 佐礼局前 - 佐礼谷 (佐礼谷線)
  - 伊予鉄南予バス・伊予鉄久万バスに分社化前は、松山(松山市駅)から現・伊予鉄南予バス管内の各方面への直通便が多数存在した

### 定期観光バス
1956年10月から定期観光バスを運行していたが、現在はすべて終了している。
- 道後温泉駅 - 松山城 - 子規記念博物館（休館日は子規堂） - 石手寺 - 伊予かすり会館 - 松山駅 - 松山市駅 - 道後温泉駅
  - 午前コース[37]。開始年月日不明、2001年10月11日終了
- 道後温泉駅 - 松山城 - 道後温泉本館又新殿 - 石手寺 - 子規堂 - 松山駅 - 松山市駅 - 道後温泉駅
  - 午後コース。開始年月日不明、2001年10月11日終了
- 大街道バス待合所 - 道後温泉駅 - 砥部焼窯元 - 萬翠荘・愚陀仏庵 - 梅津寺坊っちゃん列車 - 松山城 - 松山駅 - 松山市駅 - 大街道 - 道後温泉駅
  - 一日コース 砥部焼・梅津寺グルメコース。1989年3月1日開始[38]、1998年終了
- 道後温泉駅 - 道後温泉本館 - 伊予かすり会館 - 子規記念博物館（休館日は子規堂） - 石手寺 - 一番町 - 松山城
  - 松山よくばりコース。2001年10月12日開始[39][40]、2008年11月30日終了[41]
- JR松山駅前 - 松山市駅 - 子規堂 - 道後温泉本館又新殿 - 一番町 - 松山城ロープウェイ前
  - 子規・漱石コース。2001年10月12日開始、2007年3月27日終了
- JR松山駅前 - 松山市駅 - 愛媛人物博物館 - 砥部焼観光センター - 道後温泉駅前 - 道後温泉本館
  - 愛媛人物博物館と砥部焼コース。2001年10月12日開始、2007年3月27日終了
- 道後温泉駅前 - 道後温泉本館 - 内子町並 - 砥部焼観光センター - 松山市駅 - JR松山駅前
  - 内子町並浪漫と砥部焼コース。2001年10月12日開始、2007年3月27日終了
- 道後温泉駅前 - 道後温泉本館 - 大山祗神社 - 多々羅しまなみ公園 - JR松山駅前 - 松山市駅
  - しまなみ海道コース。2001年10月12日開始、2007年3月27日終了
- 大街道 - 秋山兄弟生誕地前 - ロープウェイ前 - 道後温泉駅前 - 一草庵入口 - 長建寺 - ロシア人墓地 - 長建寺 - 本町六 - 古町駅前 -庚申庵入口 - 宮西町 - JR松山駅前 - 愛媛新聞社前 - 南堀端 - 松山市駅 - 一番町 -大街道
  - 定期観光バス化前のマドンナバス[42]
- 道後温泉 - 大街道 - 松山市駅 - JR松山駅 - 石鎚土小屋 - 面河渓 - 道後温泉 - 大街道 - 松山市駅 - JR松山駅 - 松山空港
  - 面河渓コース[43]。2003年10月1日～11月16日限定運行[44]
- JR松山駅前 - 大街道 - 道後温泉駅前 - 石手寺 - 道後温泉本館又新殿 - 秋山兄弟生誕地（休館日は子規堂） - ロープウェイ前 - 道後温泉駅前
  - マドンナバス午前コース[45]。2009年9月30日開始[46]、2012年3月31日終了
- JR松山駅前 - 大街道 - 道後温泉駅前 - 石手寺 - 道後温泉本館又新殿 - 秋山兄弟生誕地（休館日は子規堂） - ロープウェイ前 - 道後温泉駅前
  - マドンナバス午後コース。2009年9月30日開始、2012年3月31日終了
- 萬翠荘前 - 坂の上の雲ミュージアム前 - 一番町 - 東雲学園前 - ロープウェイ前 - 喜与町 - 坂の上の雲ミュージアム前 -萬翠荘前
  - 松山市お城下ループバス運行管理事業による無料化後のマドンナバス[47]通常ルート。2012年4月1日開始、2013年4月30日終了
- 一番町 - 東雲学園前 - ロープウェイ前 - 喜与町 - 一番町
  - 無料化後のマドンナバスの萬翠荘休館日ルート

## 車両
伊予鉄グループとして愛媛日野自動車を傘下に持つため、後述のEVモーターズ・ジャパン製電動バスを除き車両は日野製で統一されている。また、中古車の導入による置き換えは原則として行っておらず、新製での導入を続けてきた。
しかしながら、2019年川崎鶴見臨港バスより日野レインボーHR10.5m長尺車を2両購入したのを皮切りに中古車の導入を開始した。
2021年には日野ブルーリボンⅡを京成バスから1両、阪急バスから2両購入した。
さらに2022年には日野ブルーリボンⅡワンステップを阪急バスから1両購入した。
伊予鉄南予バスではモノコックバスのRL車1台(1065号車)が動態保存車となっているが、伊予鉄道としてはRE車が2000年頃まで森松営業所に所属していた。
1980年代のモノコック車以降に大量に導入されていた一般路線車のK代やP代のレインボーやブルーリボンが長らく在籍していたが、新車導入による廃車や伊予鉄南予バスへの転属が進行し、ブルーリボンHTは2019年の1695・1697号車(P-HT)の廃車により全車引退となった。レインボーも1563号車(P-RJ)が1台が残るのみとなっている。この年代の車両は、1564号車(P-RJ)と1697号車(P-HT)のみ新塗装化がされていた。
先述の一般路線車用のレインボーやブルーリボンと同時期に貸切として投入されていたブルーリボンRUも、一部が一般路線車用に転用されて長らく在籍し、かつては各リムジンバスの専用塗装車もいて、リムジンバス・特急バス・スキップバス等の運用に使用されていたが、2025年2月28日をもって最後まで残っていた1676号車(P-RU)が運用離脱して全車引退となった。
1990年代に投入された一般路線バスは、80年代に比べるととても少ない。1991年にレインボーRJ(U-RJ)5台、ブルーリボン(U-HT)3台を導入。1993年にブルーリボン(U-HT)を4台導入。1996年にレインボーRJ(KC-RJ)とブルーリボン(KC-HT)を2台ずつ導入。1996年の4台で一般路線車のツーステップバスの導入は終了となった。U-RJの5台のうち4台は新車導入により2014年までに伊予鉄南予バスに転属した。U-HTは2020年より廃車(1908号車)が、KC-HTは2025年より廃車(2139号車)が、U-RJも2025年より廃車(1912号車：伊予鉄南予バス)が始まっている。この年代の車両は、ブルーリボンの半数以上(1908,2005,2139号車以外)とレインボー2143号車(KC-RJ)が新塗装となっている。
1998年にワンステップバスであるレインボーRJ(KC-RJ)が3台導入された。なお、ワンステップバスの導入はこの3台で終わり、2017年までに全車が伊予鉄南予バスに転属している。2229号車はサイクリングバスとなっている。なお2230号車は新塗装車導入(5502号車と5503号車)の入れ替わりのためか、新塗装化して転属となった。2025年より廃車(2229号車：伊予鉄南予バス)が始まっている。
2000年よりノンステップバスのレインボーHR(中型車)が導入されており、2001年には小型車が、2004年には中型長尺車も導入され（中型長尺車は四国唯一の導入で5台が導入された）2006年まで継続して導入された。2000年・2001年に導入された中型車は方向幕装着車であったが、2010年頃までに全車がLEDに換装された。路線廃止により2018年頃より小型車の一部が伊予鉄南予バスへ転属しているが、伊予鉄南予バスでも路線廃止・減便に伴いさらに他社へ移籍した車両もある。2024年より中型車の廃車(5081号車)が始まっている。
2006年にポンチョ(5138号車)を導入。継続導入はされず計3台(+松前町ひまわりバス専用車が1台)が散発的に導入されたのみで伊予鉄バスとしては少数派である。
2007年よりCNGバス（レインボーHR10.5m長尺車）が2台導入された。以降毎年2台ずつ計6台が導入された。2019年頃から廃車が開始されて、2022年7月のさよならCNGバスツアーをもって全車引退となった。
2009年にノンステップバスのレインボーⅡ(5230号車)が導入された。2013年以降に年4台ペースで導入された。2024年より廃車(5230号車)が始まっている。
2010年にブルーリボンシティハイブリッド(BJG-HU)が2台(5285・5286号車)導入されたが、翌2011年以降はブルーリボンⅡの導入となり増備はされなかった。ブルーリボンⅡは年2台ペースで導入されて、下記の中古バス導入まで続いた。ブルーリボンシティハイブリッドは2025年より廃車(5286号車)が始まっている。
2015年に導入した車両(5480号車以降)から新塗装化されている。旧塗装車については、一部の路線バス、高速バス、リムジンバス、貸切バスを除いて順次新塗装化がすすめられた。
2018年にグループ会社の送迎用に使用されていたメルファ(2009年式)1台を購入し、サイクリングバスに改造して三崎特急線に導入した。
2019年より先述の通り中古車の導入が始まった。2022年に日野ブルーリボンⅡワンステップを導入したことで、2017年のワンステップバス全車転属以降、約5年ぶりに伊予鉄バスにワンステップ車が登場している。（なおバスロケはワンステップには未対応のため、ツーステップバスと同じ表記となる）
2023年1月25日、初の電動バスとしてEVモーターズ・ジャパンの大型路線バス「City-Bus」を導入した。川内線で使用されている。2024年8月の川内バスターミナル内のEV充電装置の竣工式を行い、同年導入したEVバスで川内線の大半がEVバスの運行になった（他営業所担当分や代走運転時を除く）。また、2025年3月頃に北条バスターミナル内にもEV充電装置が設置されて1台を先行配置し、2025年5月1日の改正より本格共用開始となり北条線の大半をEVバスの運行に置き換えた。
2024年2月、EVモーターズ・ジャパンのコミュニティバス「Mini-Bus」を導入した。また同年5月に同社の中型路線バスとリムジンバス「coach」を導入した。なお、この時導入のリムジンバス「coach」(5729号車)は諸事情により1年持たずの除籍となっている。
2027年度までにEVバスを計50台程導入する予定。
- 高速
  - セレガ
  - セレガR
  - セレガ（2代目）
- 一般路線バス
  - レインボーRJ（初代）
  - レインボーRJ（2代目）
  - レインボーHR
  - レインボーⅡ
  - ブルーリボンRU
  - ブルーリボンHT
  - ブルーリボンHU
  - ブルーリボンシティハイブリッド
  - ブルーリボンⅡ
  - ポンチョ（2代目）
  - メルファ
  - F8 series2-City Bus（10.5m・8.8m）
  - F8 series4-Mini Bus
  - F8 series6-Coach（12m）

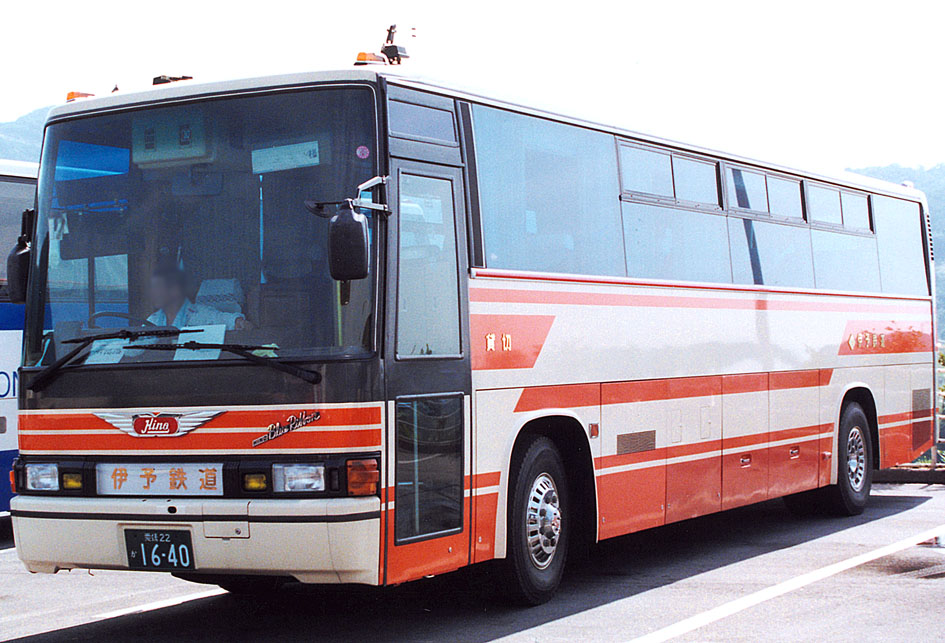
1988年頃までの塗装の貸切バス（日野・ブルーリボン）
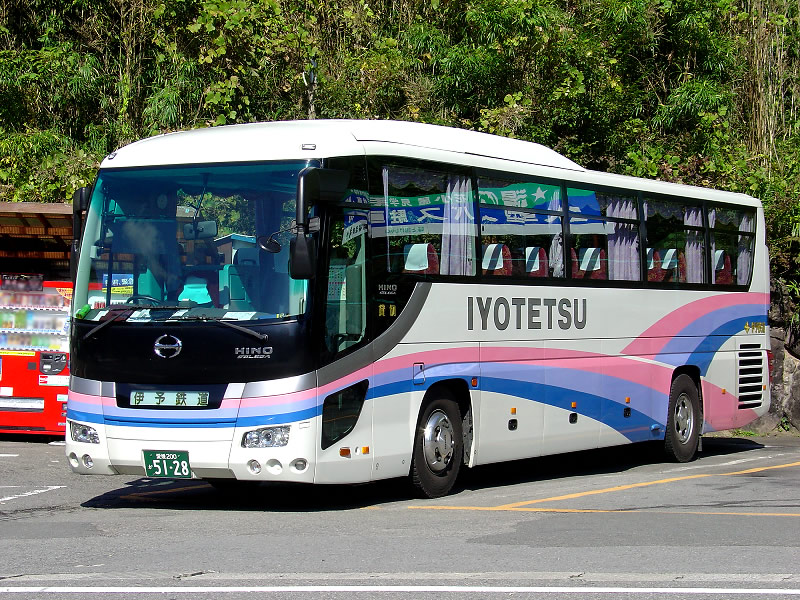
貸切バス（日野・2代目セレガ）
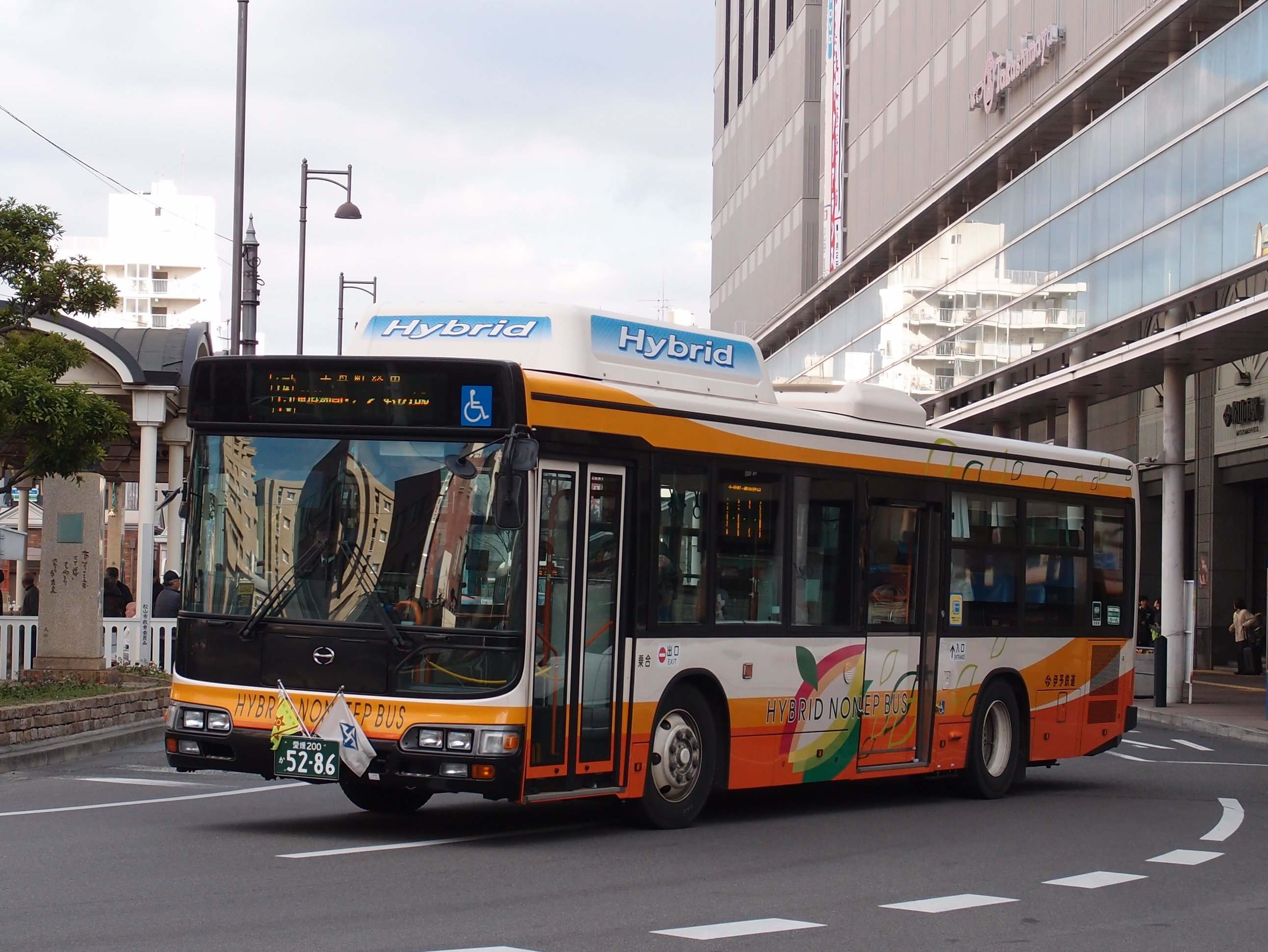
ハイブリッド車（日野・ブルーリボンシティハイブリッド）
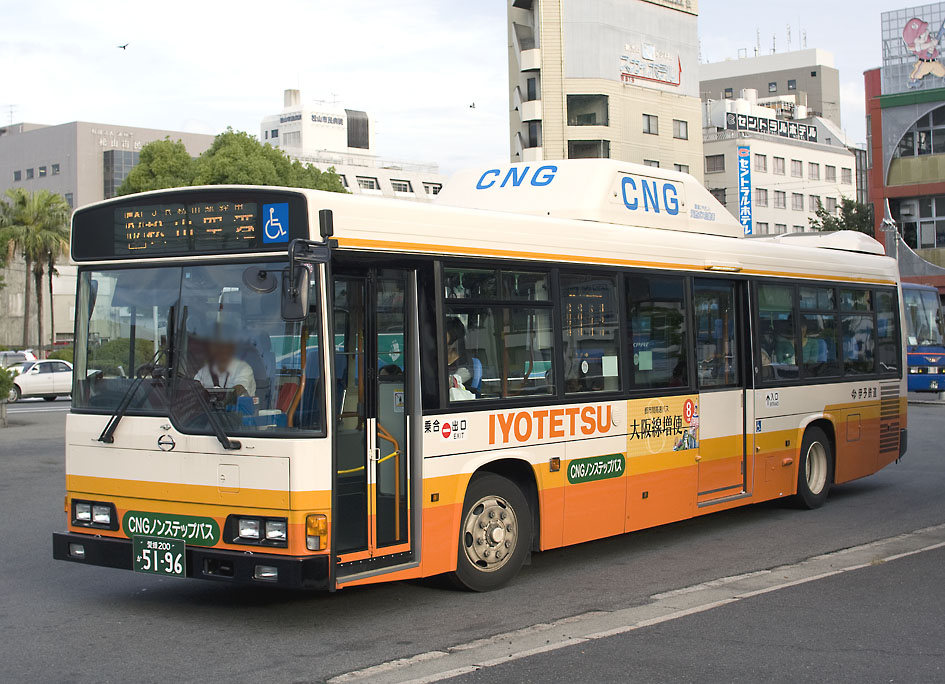
CNGバス（日野・レインボー）(引退済)
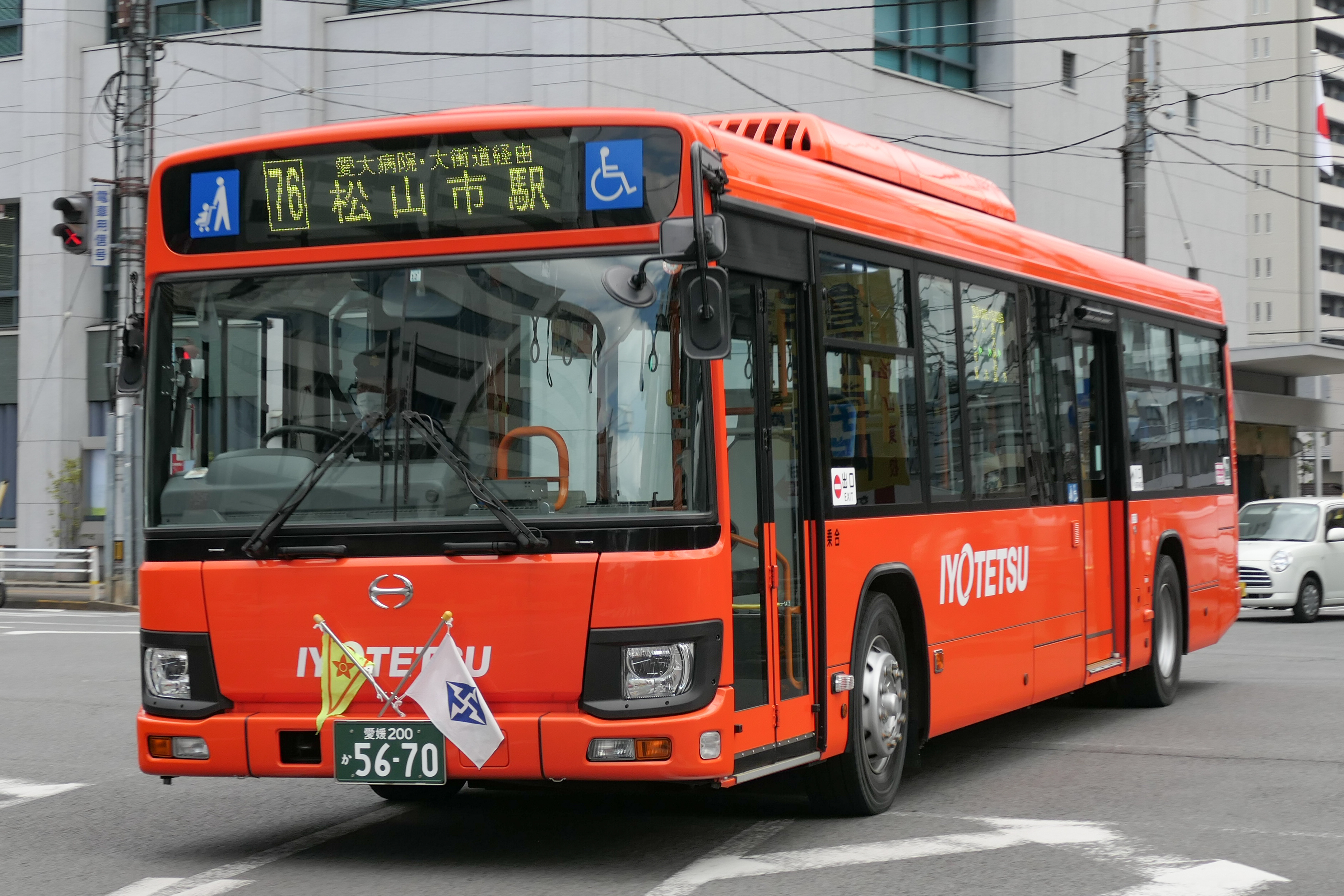
現行塗装の一般路線バス（日野・ブルーリボン）